# Сорта хост

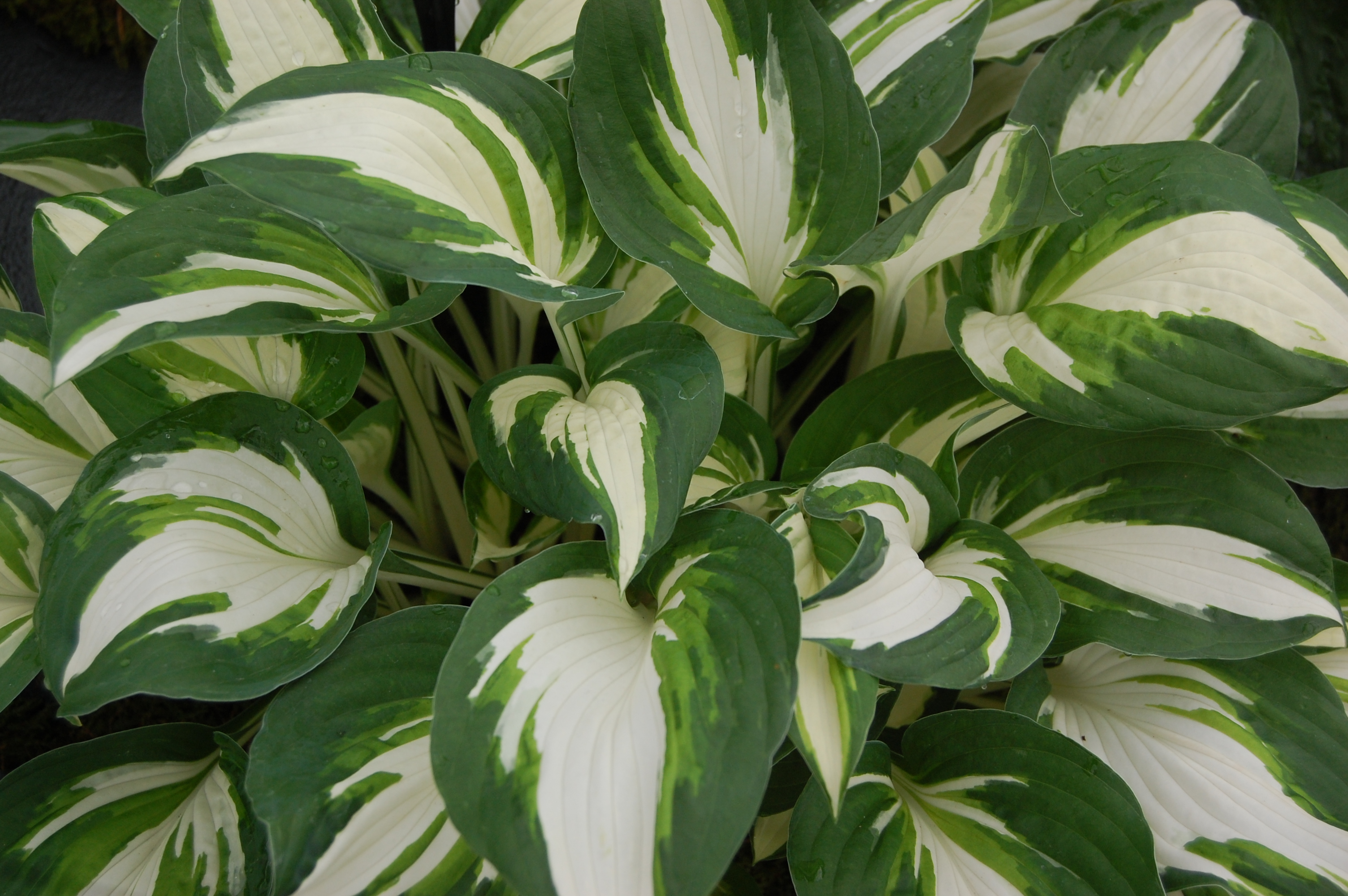
Hosta 'Enterprise'

Ежегодно регистрируются десятки новых сортов хост. Существует множество сортов, различить которые можно лишь при ближайшем рассмотрении. Иронизируя над создавшейся ситуацией, Тони Эвент (президент Plant Delights Nursery, США) сказал: «Предлагаю новое правило для всех селекционеров: если нельзя определить название хосты с расстояния 10 футов, то такой сорт не нужно сохранять».
В зависимости от высоты (без цветоносов) хосты делят на несколько групп. Международного стандарта относительно точных параметров каждой группы не существует. Размеры растений, относимых к одной и той же группе, в разных странах и у разных поставщиков могут существенно различаться.
|                               | American Hosta Society | Savory’s Gardens Inc | Papou hosta | Shady Oaks | Fransen Hostas | Mickfield Hostas |
| ----------------------------- | ---------------------- | -------------------- | ----------- | ---------- | -------------- | ---------------- |
| Miniature (миниатюрные), Mini | 10—15 см               | <25 см               | <10 см      | <17 см     | 10—20 см       |                  |
| Dwarf (карликовые), D         | <10 см                 |                      | 10—15 см    |            |                | <15 см           |
| Small (маленькие), S          | 15—25 см               | 25—38 см             | 15—25 см    | 17,7—38 см | 20—38 см       | 15—30 см         |
| Medium (средние), М           | 25—45,7 см             | 38—45,7 см           | 25—45,7 см  | 38—56 см   | 38—61 см       | 30—45,7 см       |
| Large (большие), L            | 45,7—71 см             | 45,7—61 см           | 45,7—71 см  | >56 см     | 61—89 см       | 45,7—61 см       |
| Giant (гигантские), G         | >71 см                 | >61 см               | >71 см      |            | 89—152 см      | >61 см           |

| # A B C D E F G H I J K L M N O P Q R S T U V W X Y Z |

## A
- 'American Halo' V. Wade 1999 (syn. 'Northern Exposure', 'Northern Halo'[3]). Высота около 63 см. Листья гофрированные сине-зелёные с волнистым, кремово-белыми краями. Цветки белые[4]. Согласно другому источнику: высота 75—80 см. Мутация 'Northern Halo'[5].

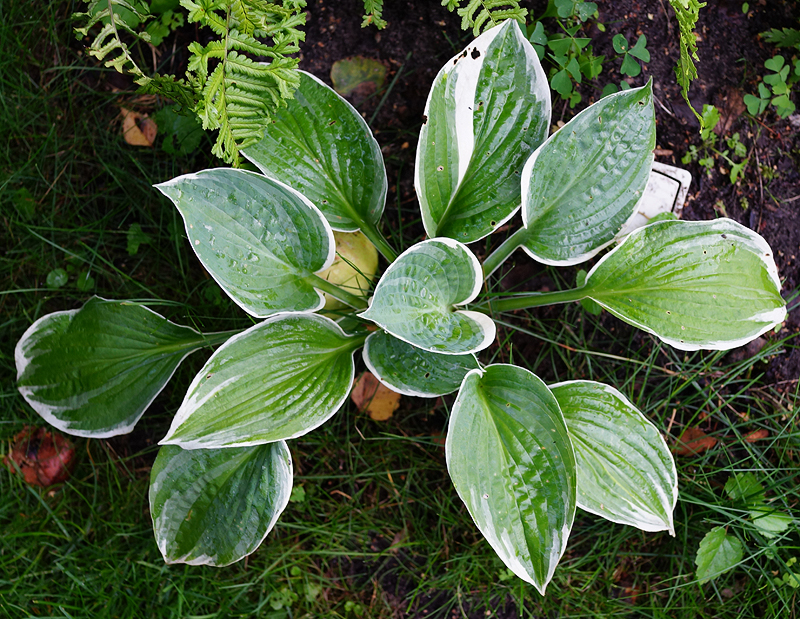
'American Halo'
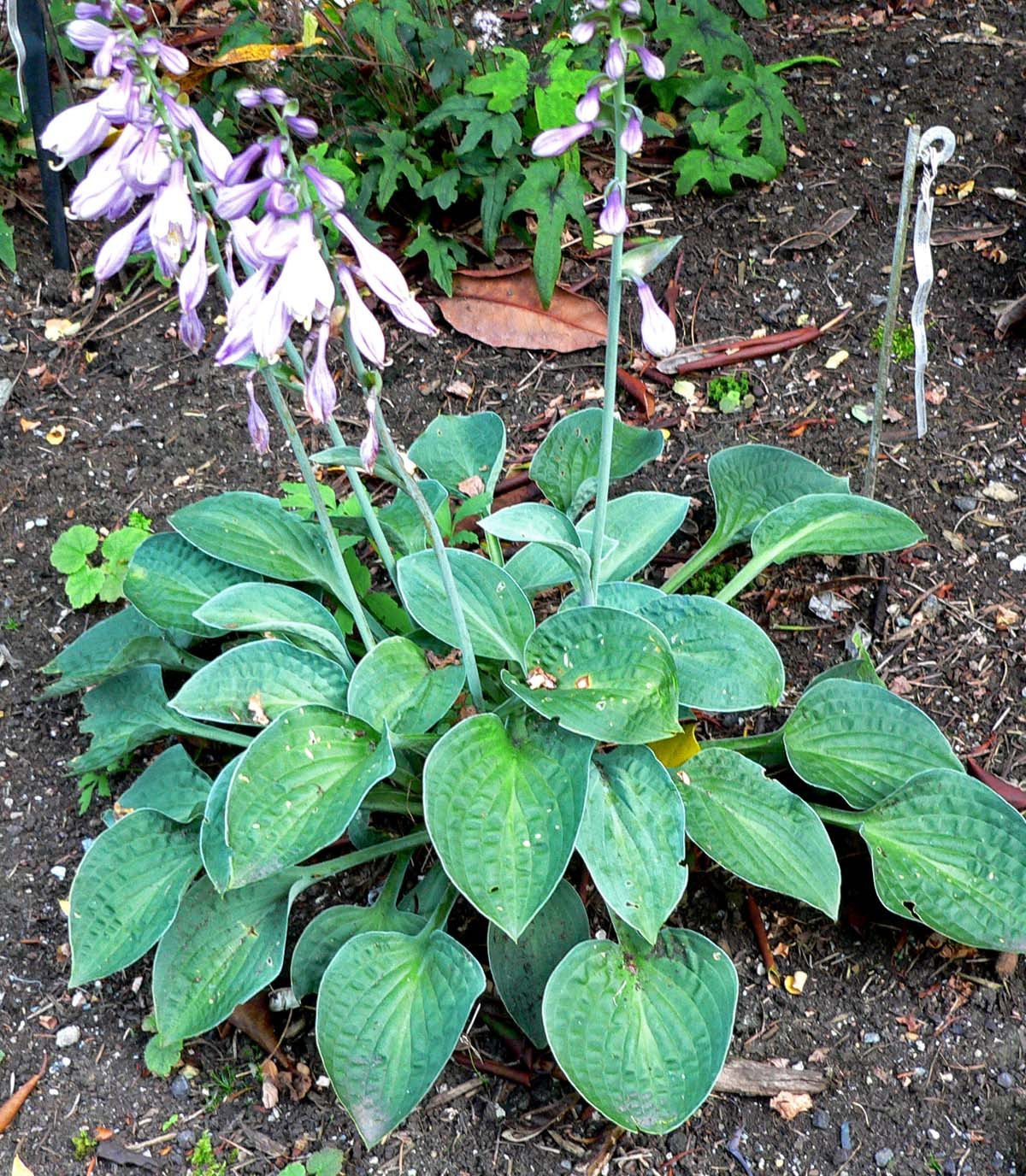
'Abiqua Blue Crinkles'
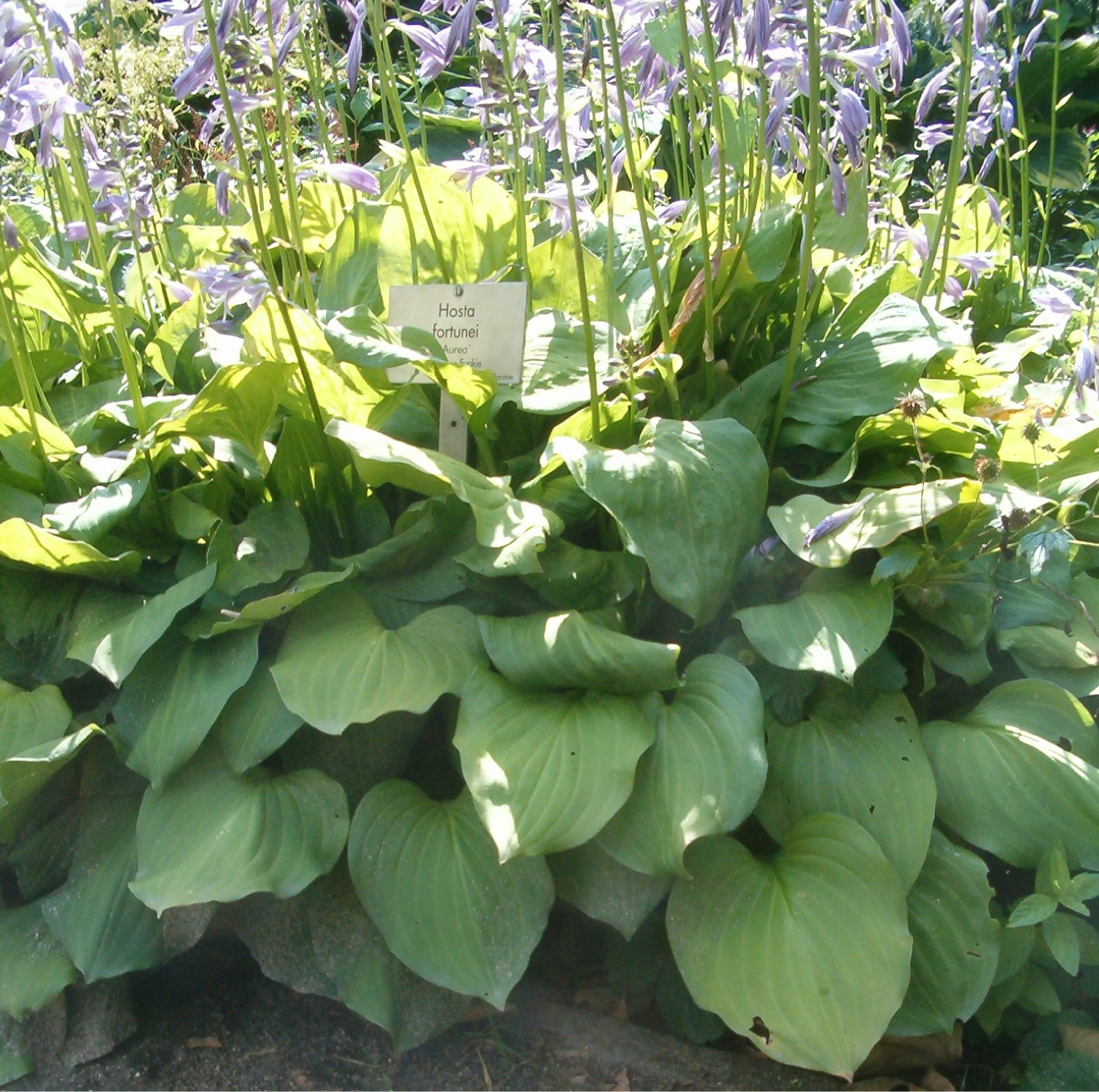
Hosta fortunei 'Aurea'
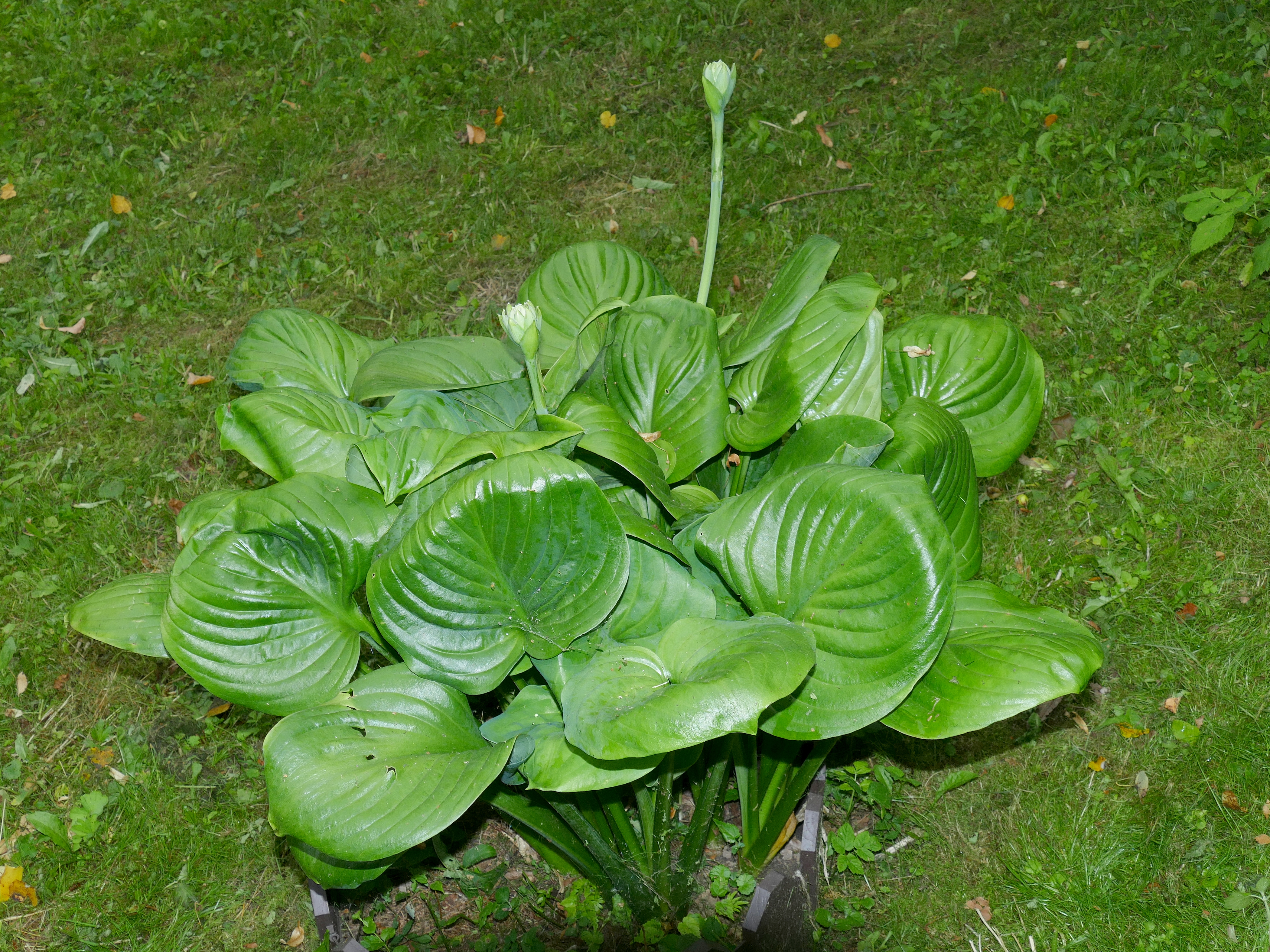
'Avocado'

## B
- 'Blue Angel' P. Aden, 1986 г. =('Aden 365' × 'Aden 361'). Высота 100—120 см. Листья очень большие сизовато-голубовато-зелёные, около 40 см, с выраженным дуговидным жилкованием, без вафельной фактуры. Край листа слегка волнистый, кончик острый, отгибающийся. Высота цветоноса 110-120 см, окраска соцветий бледно-сиреневая, почти белая, цветение длится с середины июля. Цветки без аромата. Оптимальными условиями, позволяющими сохранить окраску листьев, являются утреннее солнце и дальнейшая полутень (скользящая тень).[6][7].
- 'Blue Mammoth'  Paul Aden/Pete & Jean Ruh 2010. Один из самых крупных "голубых" сортов. Высота куста до 88 см, ширина до 121 см. Гибрид Hosta sieboldiana 'Elegans'. Листья 30—40 см длиной, сине-зелёные, толстые, сильно гофрированные, широко-овальной формы. Цветки бледно-лавандового цвета. Рекомендуется выращивать в 35% тени, но может переносить 85% прямого солнечного освещения. Зоны морозостойкости: от 3 до 8. Потомки: 'Andrew', 'Blue Delight', 'Bud is Wiser', 'Cory's Beauty', 'Flemish Master', 'Streets of Gold', 'Woolly Mammoth'[8][9].
- 'Blue Mouse Ears' E. & J. Deckert, 2000 (syn.  'Bill Dress's Blue', 'Popo'[10]). Высота 15—20 см. Листья небольшие, округлые, серо-зелёные, очень плотные. Цветки лавандовые, ароматные. Мутация 'Blue Cadet'[11].

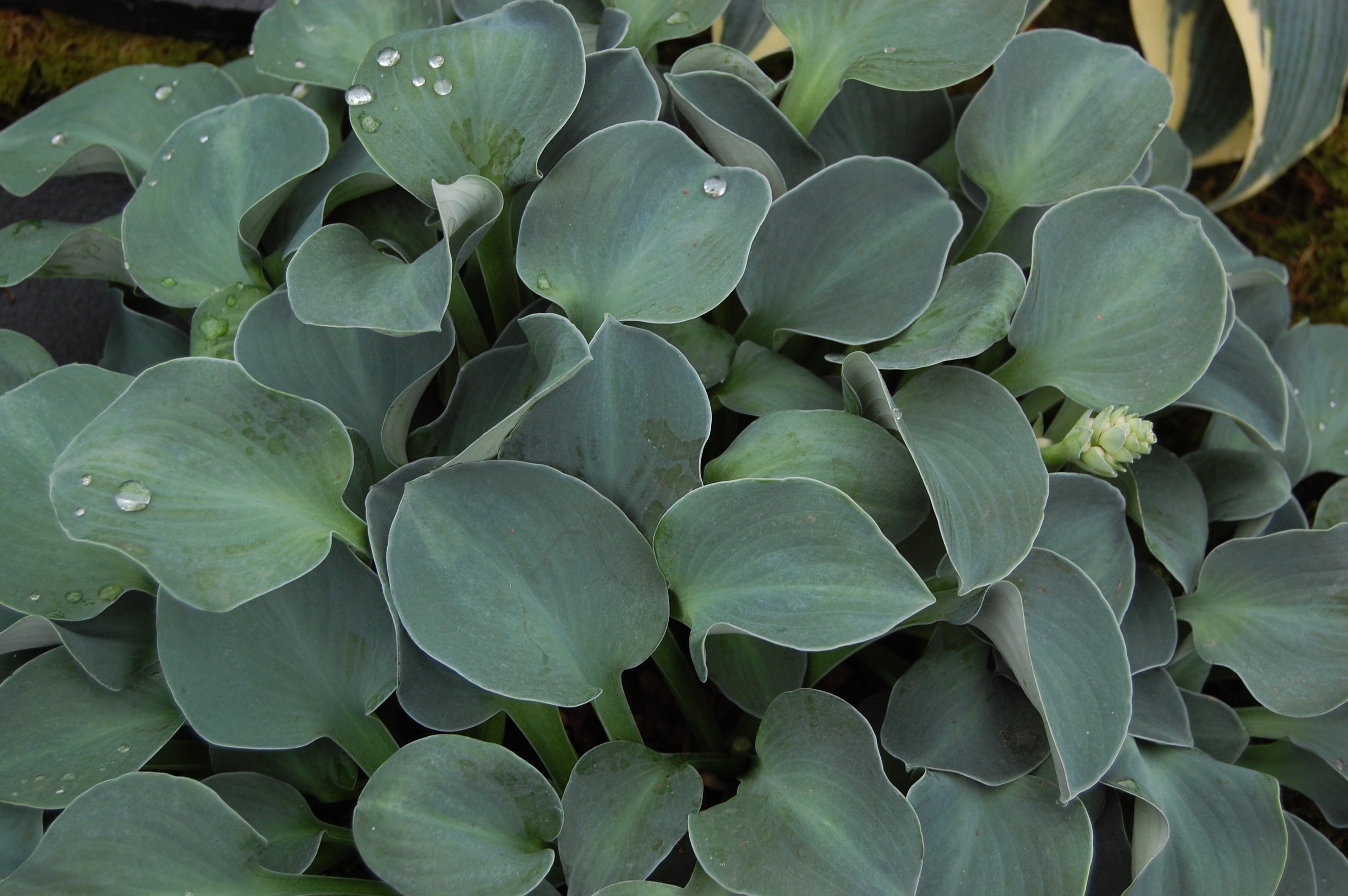
'Blue Mouse Ears'

## C
- 'Captain Kirk' Kirk Brill 1999. Мутация 'Gold Standard'. Высота 55—60 см. Листья сердцевидные, сине-зелёные с широкими светло-зелёными краями. Селекционер является поклонником научно-фантастической медиафраншизы Звёздный путь, сорт назван в честь Джеймса Кирка[12][13].

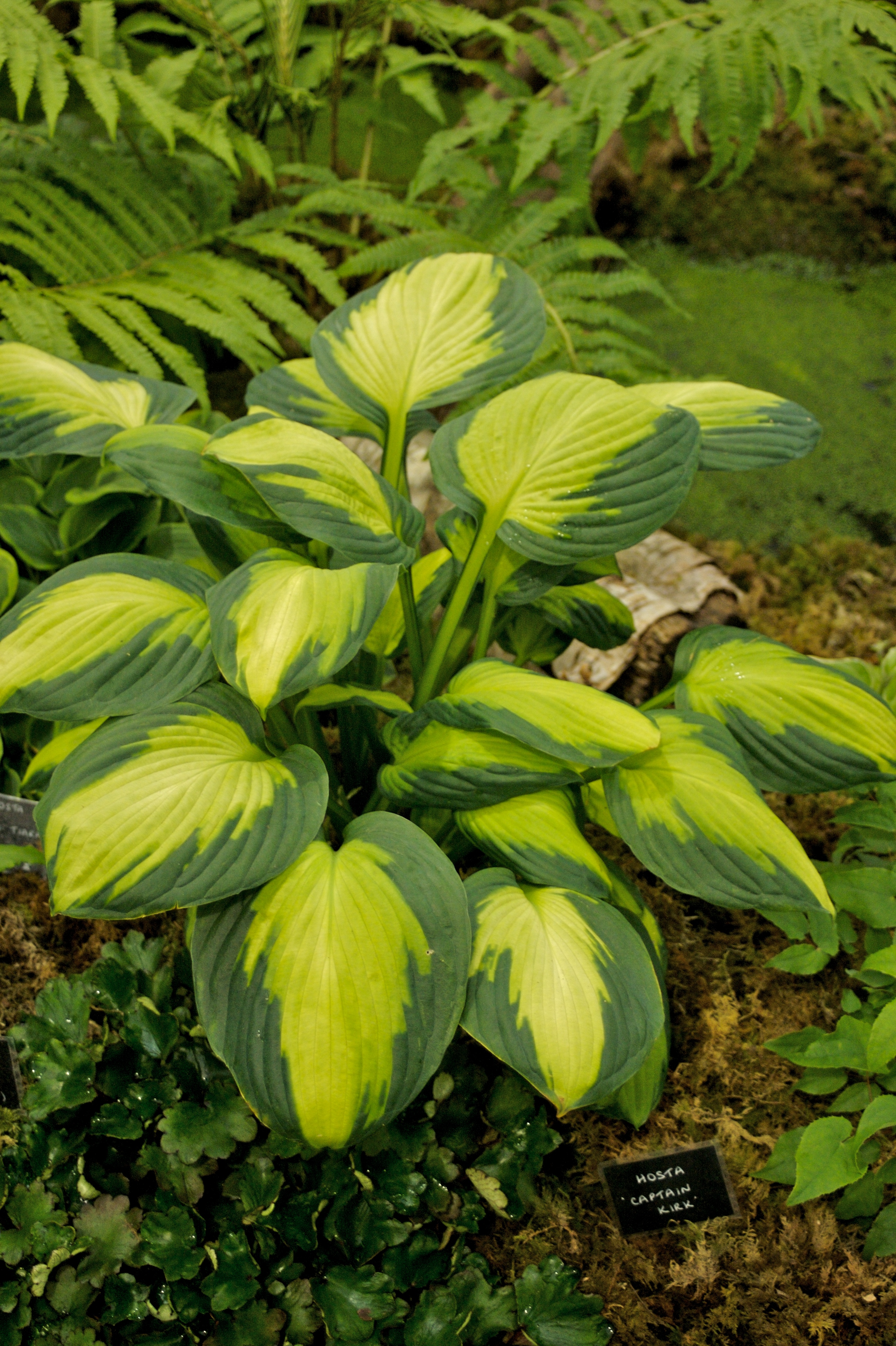
'Captain Kirk'

- 'Coast to Coast' Olga Petryszyn/Hans Hansen 2014. Куст вазообразный. Высота 70—80 см. Листья сердцевидной формы, однотонно золотистые. По мере того как листья стареют, они становятся толстыми и сморщенными с волнистыми краями. Цветки бледно-лавандовые[14][15].
- 'Cool as a Cucumber' Walters Gardens 2012. Мутация  'Cascades'. Листья в центре белые с салатовыми участками. В отличие от 'Cascades', имеет более широкий зеленые края листьев. Обладает более энергичным ростом. Высота 30—35 см. Цветки почти белые[16][17].

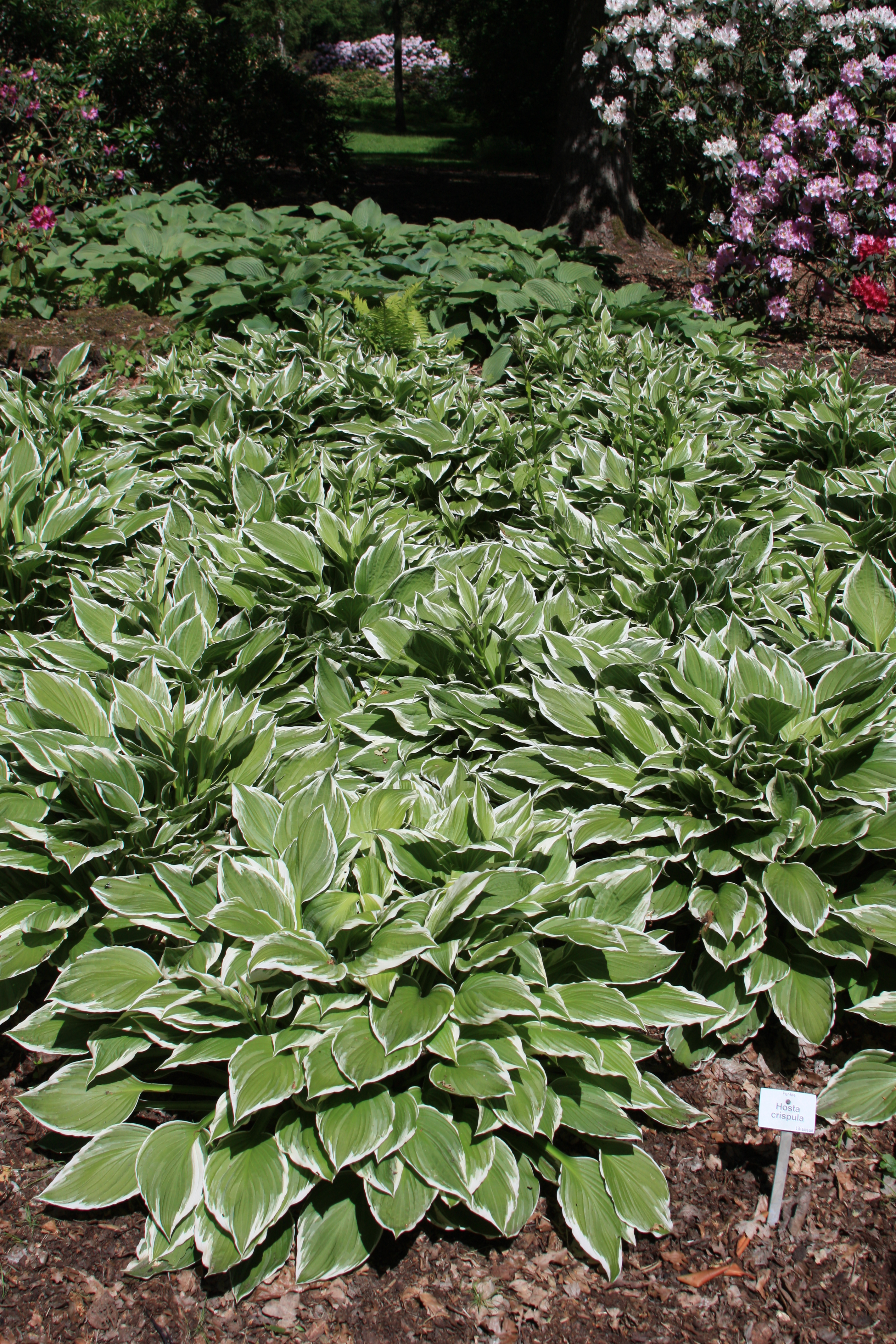
'Crispula'

## D
- 'Daddy Boomer'
- 'Dance with Me '
- 'Dancing Queen'
- 'Dandy Lion'
- 'Dark Secret'
- 'Dark Star'
- 'Daybreak'
- 'Day's End'
- 'Deane's Dream'
- 'Decorata'
- 'Deep Blue Sea'
- 'Deep Pockets'
- 'Deep Space Nine'
- 'Dee's Golden Jewel'
- 'Deja Blu'
- 'Delicious'
- 'Deliverance'
- 'Denim Jacket'
- 'Desert Mouse'
- 'Devil's Advocate'
- 'Devon Blue'
- 'Devon Cloud'
- 'Devon Desire'
- 'Devon Giant'
- 'Devon Green'
- 'Devon Mist'
- 'Devon Tor'
- 'Dewed Steel'
- 'Diamond Necklace'
- 'Diamond Tiara'
- 'Diamonds are Forever'
- 'Diana Remembered'
- 'Dinky Donna'
- 'Dinner Mint'
- 'Dino'
- 'Dixie Chick'
- 'Dixie Cups'
- 'Domaine de Courson'
- 'Don Stevens'
- 'Dorset Blue'
- 'Double D Cup'
- 'Doubled Up'
- 'Dracula'
- 'Dragon Warrior'
- 'Dragon's Eye'
- 'Dream Quen' Jan van den Top. Высота 55—60 см[18], по другим данным 60—90 см[19]. Листья толстые, слегка гофрированные, голубовато-зелёные с узким жёлтым центром, похожие на листья сорта 'Dream Weaver'. Цветки почти белые. Мутация 'Great Expectations'[18].
- 'Dust Devil'
- 'Dusty Waters'
- 'Dutch Flame'

## E

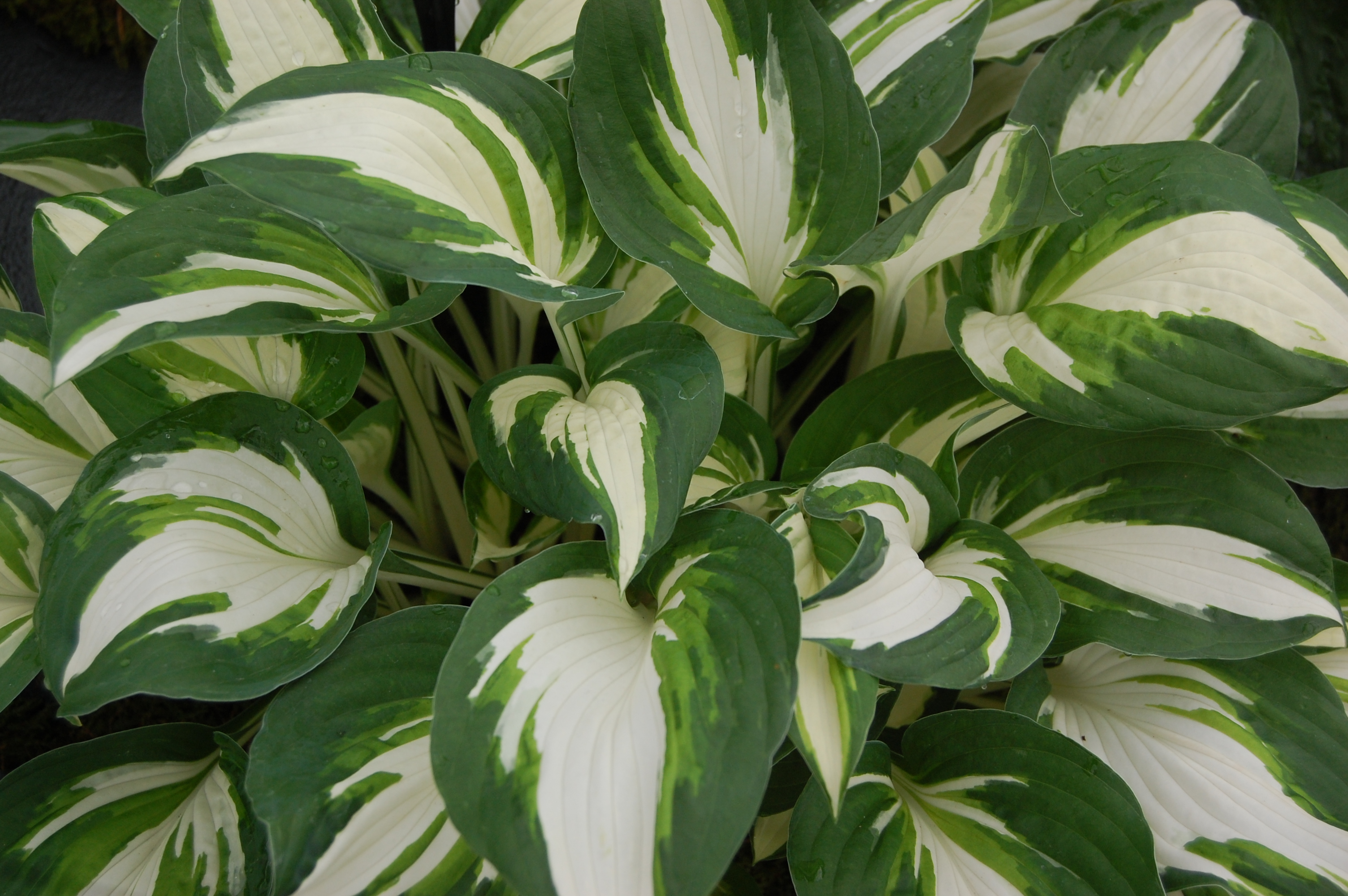
'Enterprise'

- 'El Nino' Petrus Warmerdam, 2002 (syn. 'Great Escape', 'Valley's Glacier'[20]). Высота 40—45 см. Листья голубовато-зелёные с тонким, неравномерным весной желтоватым, летом белым краем. Мутация 'Halcyon'. Название в переводе с испанского означает «маленький мальчик». От очень похожего сорта 'First Frost' 'El Nino' отличается тем, что края его листьев являются желтоватыми более короткий срок[21].

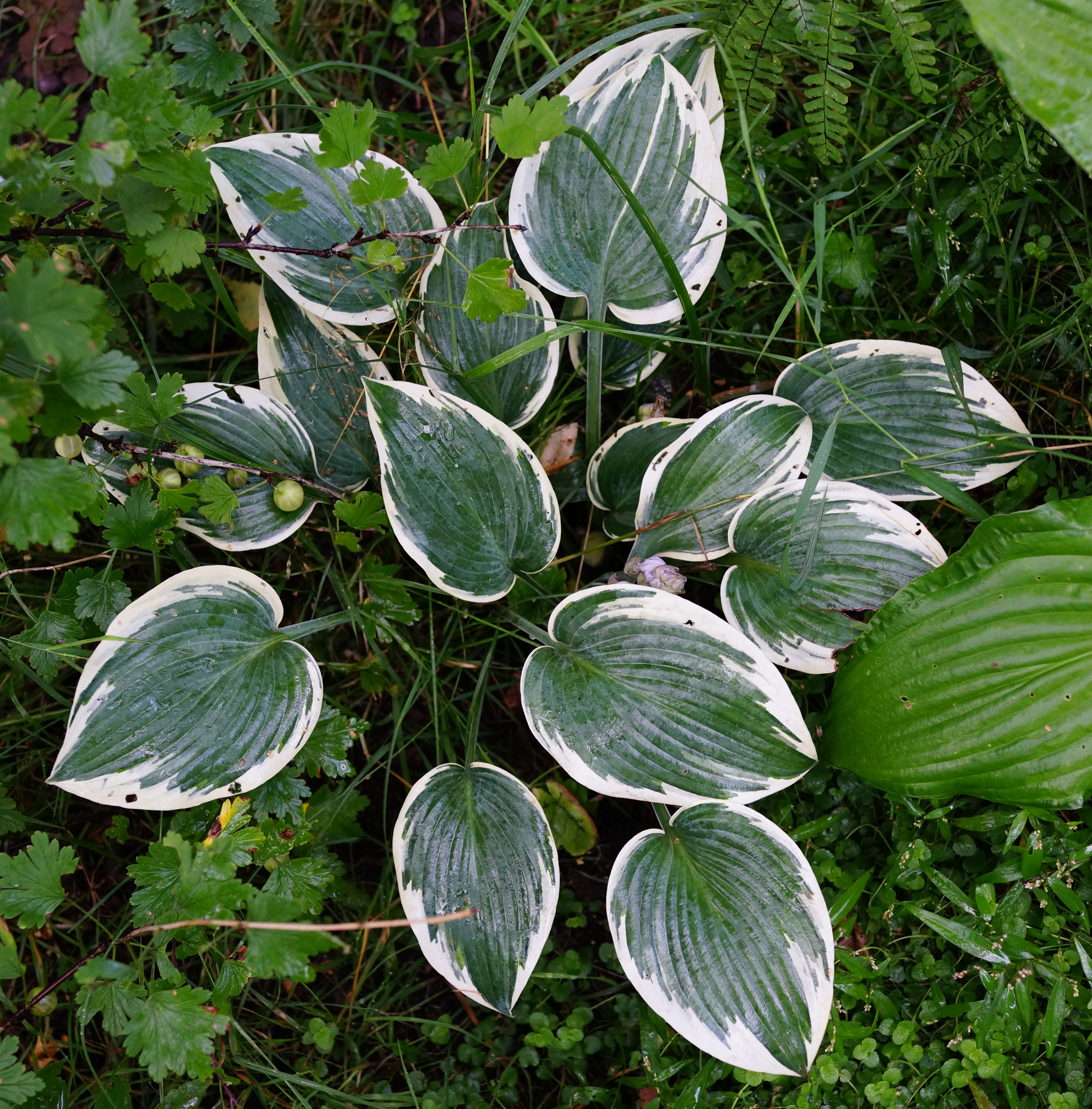
'El Nino'

- 'Empress Wu' B. & V. Skaggs. =('Big John' × ?). Высота 120—140 см. Один из самых крупных сортов. Листья огромные, толстые, сине-зелёные. Цветки бледно-лавандового цвета, без аромата[22].

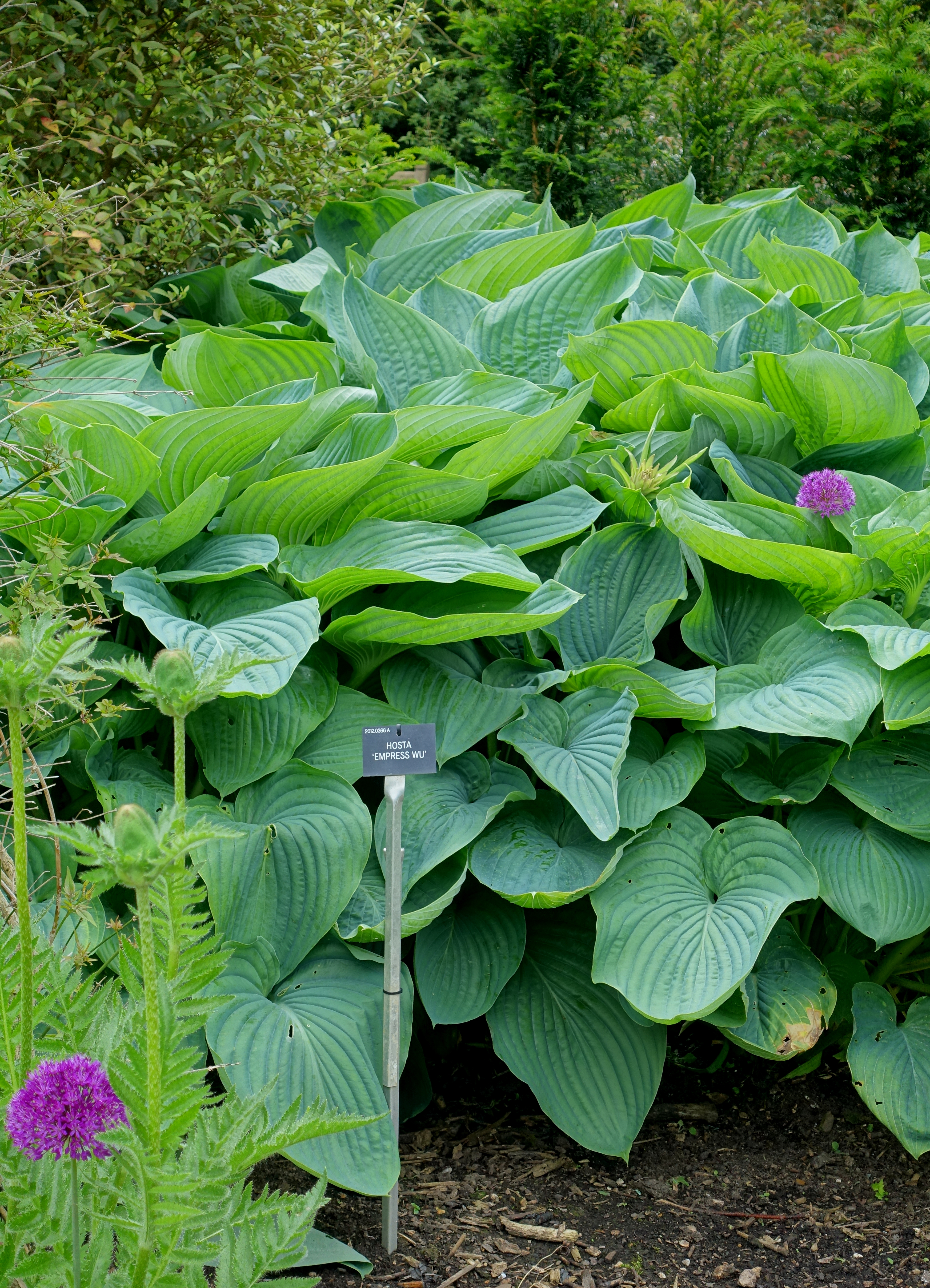
'Empress Wu'

- 'Enterprise' M. Zilis. Размеры средние. Высота 40-45 см. Центр листа светло-жёлтого цвета меняется на сливочно-белыё, края листьев зелёные. Цветки лавандового цвета. Выращивается в тени. Мутация 'Captain Kirk'[23].

- 'Enterprise'

## F
- 'First Frost'. Средних размеров. Мутация 'Halcyon'. Листья сердцевидные, синеватые с желтовато-кремово-белым краем[24][25].
- 'Fried Banana' R. Solberg. Средних размеров, высота 60—70 см. Спорт от 'Guacamole'. Листья однотонные, золотисто-зелёные. Цветки крупные, лавандовые, ароматные. Сорт сходен с 'Tortilla Chip', отличается большими размерами[26][27].
- 'Fire Island'. Высота до 35 см. Листовые пластины светло-жёлтого цвета, глянцевые сверху, матовые снизу, с волнистыми краями. Цветок лавандового цвета имеет воронкообразную форму. Растение предпочитает тень или полутень[28].

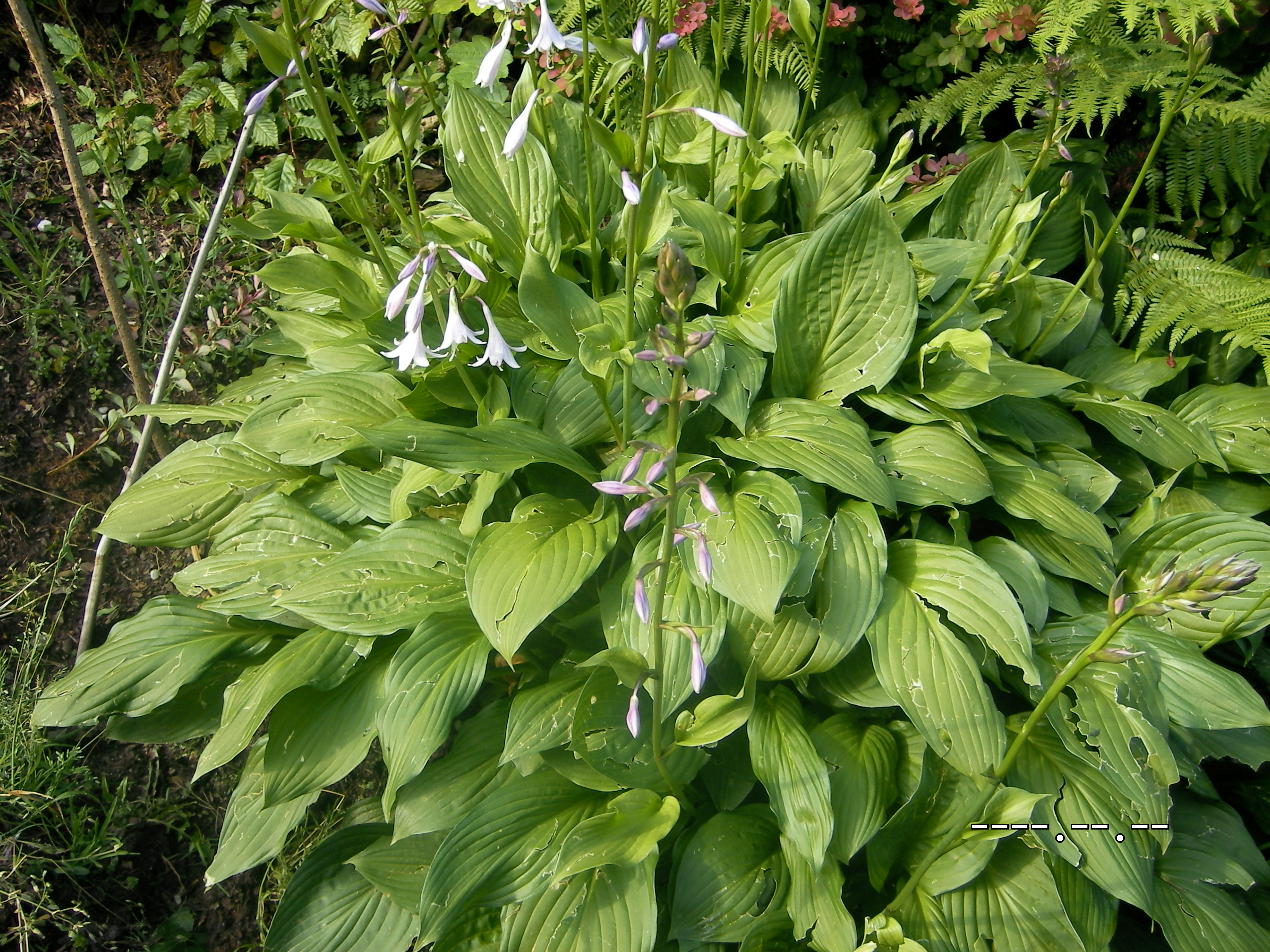
'Fortunei Hyacinthina'
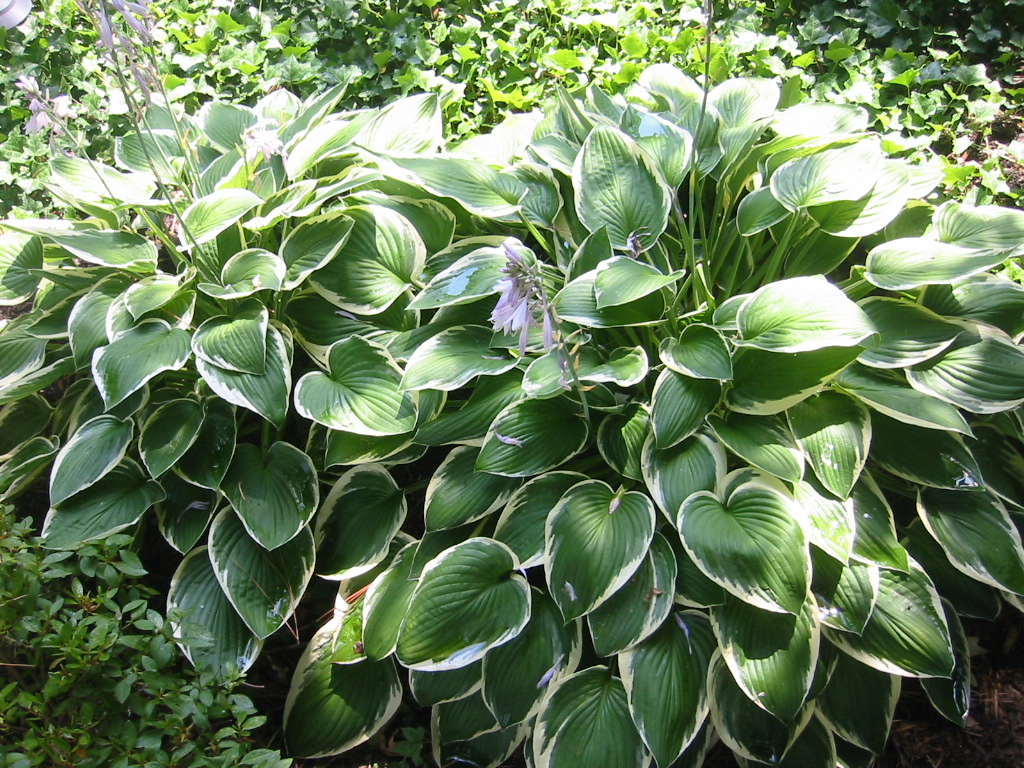
'Francee'

## G
- 'Guardian Angel' Thompson. Высота 50—60 см. Листья средних размеров, сине-зелёные с кремово-белым рисунком в центральной части. Цветки лавандового цвета, без аромата[29]. Мутация 'Blue Angel'[30].
- 'Gray Cole' B. Kuk. Мутация Hosta sieboldiana. Это очень большая хоста. Высота от 100 до 120 см. Почти белые цветы. Листья гофрированные. Можо выращивать, как на солнце, так и в тени[31].
- 'Great Escape' Jan van den Top 2006. Мутация 'Halcyon'. Размеры маленький или средний, 25×50 см. Листья интенсивно голубовато-зелёного цвета с широким кремово-белым краем. Цветки бледно-лавандового цвета[32][33].
- 'Green Gold' Mack/Savory (syn. 'Carol', 'Francee'[34]). Высота 60—70 см. Листья сердцевидные, тёмно-зелёные с тонким желтовато-белым краем. Цветки лавандовые. Мутация  'Fortunei'[35].
- 'Golden Tiara' Savory, 1977 (syn. 'Grand Tiara'[36]). Высота 35—45 см. Листья широко-овальные, сердцевидные, зелёные с нерегулярными жёлтыми краями. Цветки бледно-фиолетовые. Происхождение: Hosta nakaiana × ?[37][38].
- 'Gold Standart' Pauline Banyai, 1976. Высота 50—55 см. Листья зеленовато-жёлтые весной, бело-жёлтые летом, с нерегулярным тёмно-зелёным краем. Цветки лавандовые. Мутация  'Fortunei'[39].

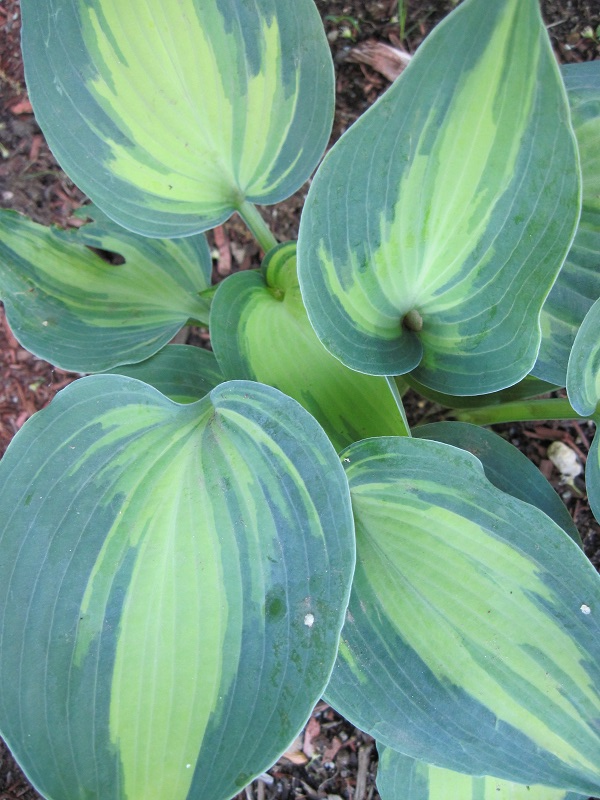
'Grand Marquee'
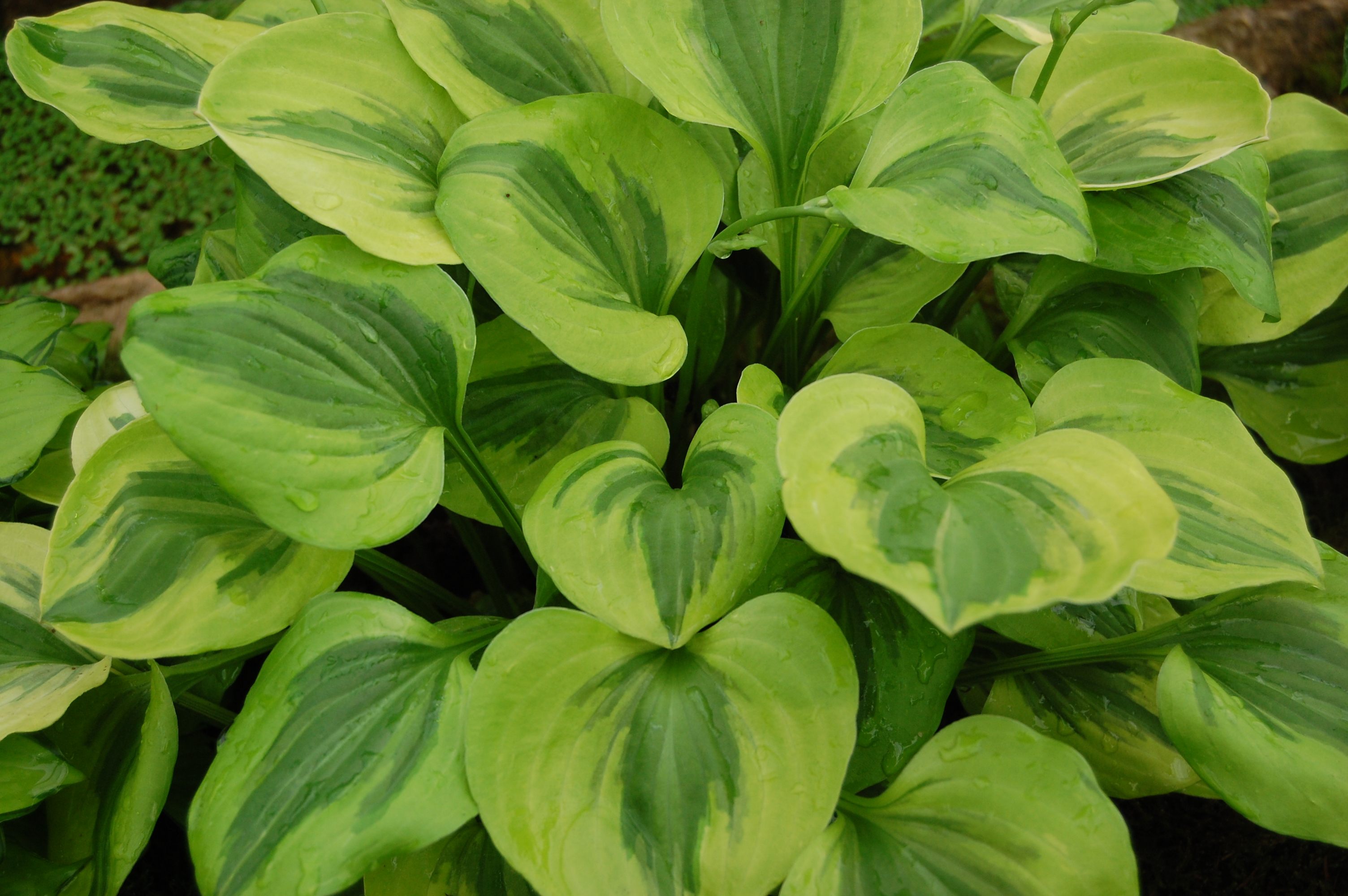
'Grand Tiara'
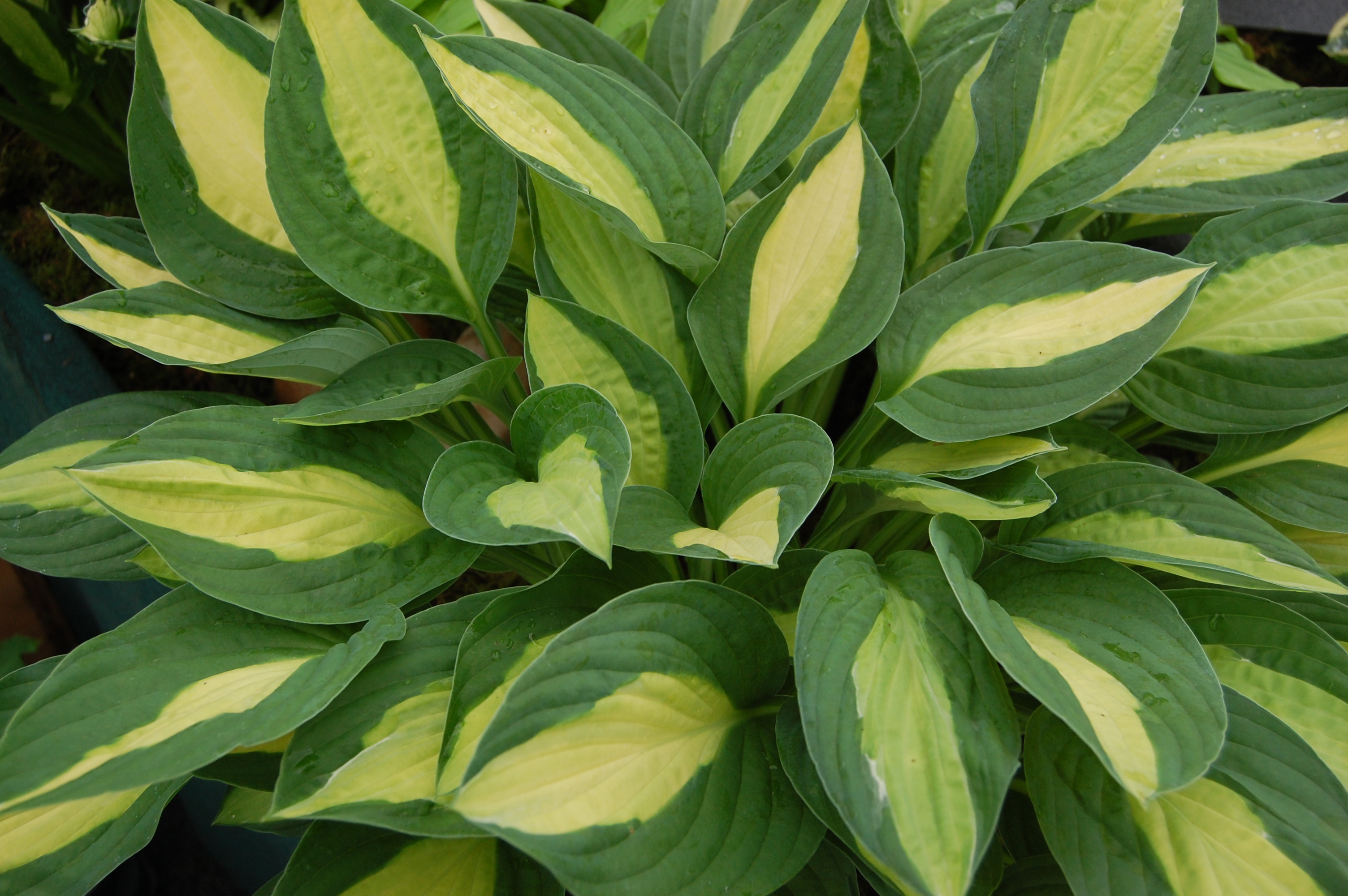
'Gypsy Rose'

## H
- 'Halcyon' E. Smith (syn. 'Blue Arrow', 'Canadian Blue'[40]).  Одна из лучших и самых популярных «голубых» хост, сохраняет голубой оттенок дольше большинства других сходных сортов. Растёт медленно[41]. Высота 40—50 см. Листья интенсивно сине-зелёные, плотные. Цветки бледно-лилово-синие. 'Tardiflora' × sieboldiana 'Elegans'[42]. Сорт имеет награду: Distinguished Merit Hosta award (American Hosta Society, 1987)[41].
- 'Humpback Whale' M. Seaver, P. Lehtola, C. Seaver. Очень большая хоста. Высота от 90 до 100 см. Бледно-лавандовые цветы. Листья плотные, сине-зелёные. Посадка в тени[43].

## I

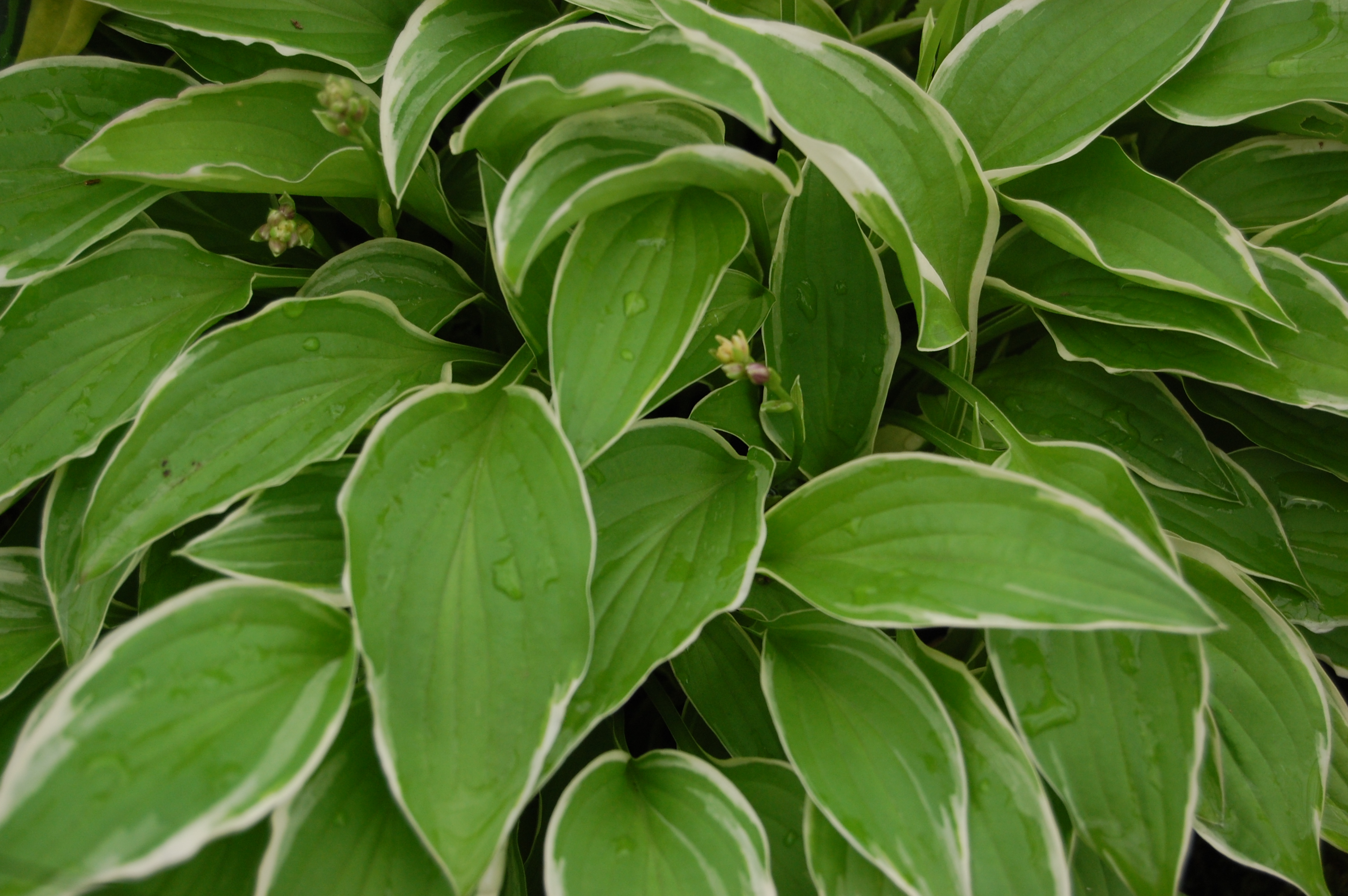
'Iced Lemon'
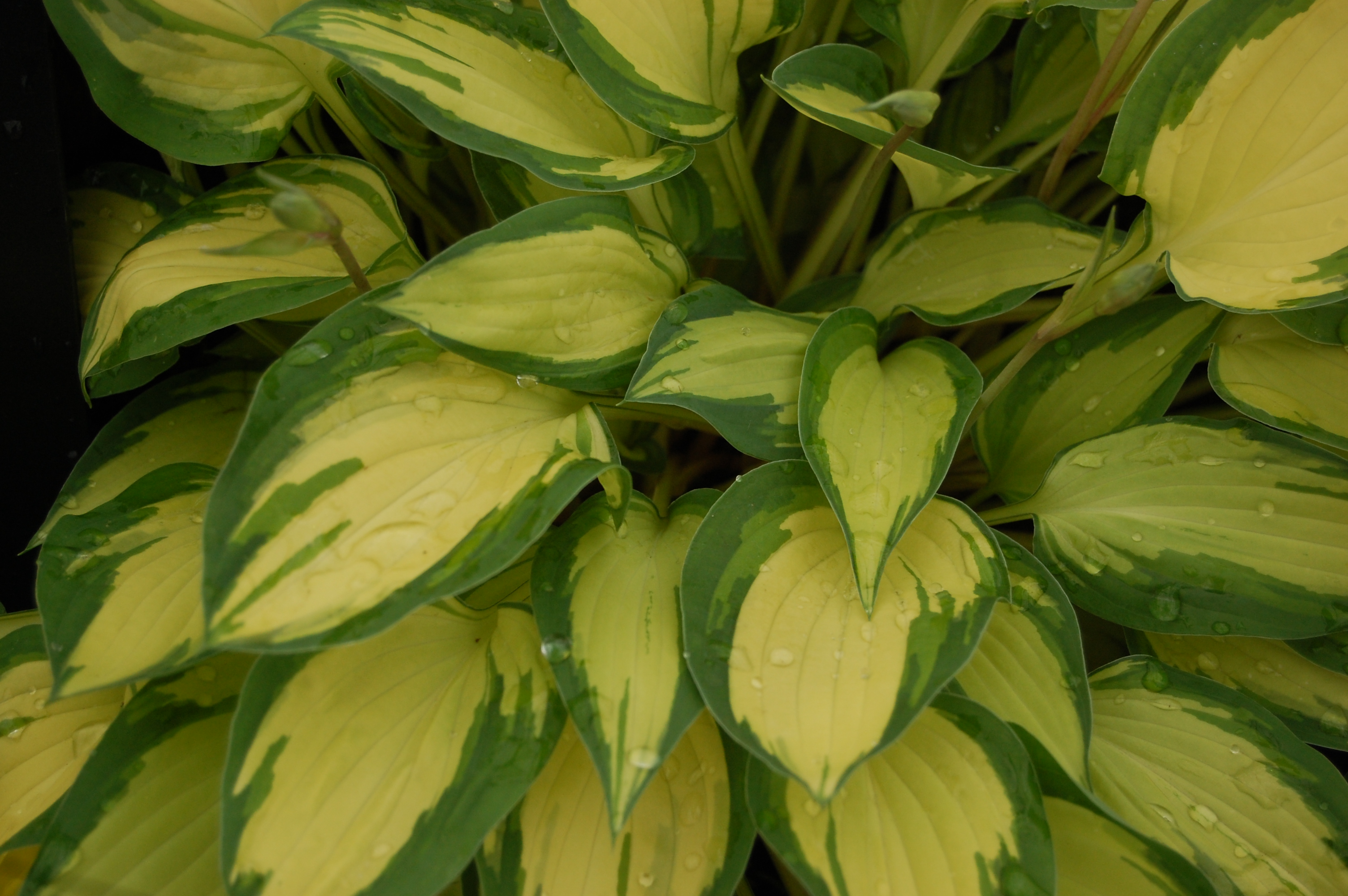
'Island Charm'

## J
- 'June' Neo Plants Ltd (syn. 'Goldbrook Glimmer', 'Robyn's Choice'[44], Hosta (Tardiana Group) 'June' ). Высота 35—45 см. Листья плотные с золотистым центром и нерегулярным широким голубовато-зелёным краем. Цветки лавандовые. Мутация 'Halcyon'[45][46].

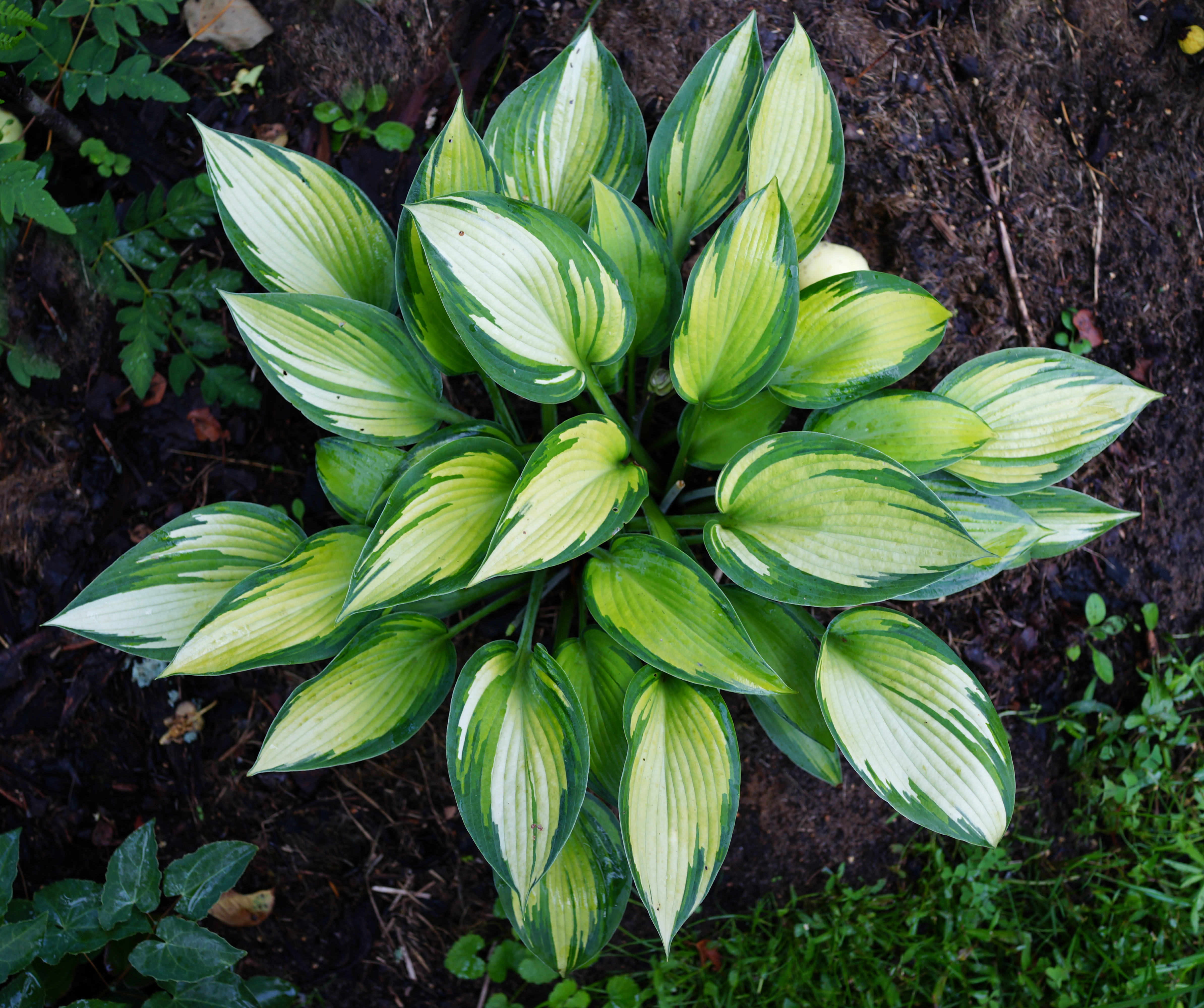
'June'

## K
- 'Kiwi Full Monty' B. Sligh. Высота 55—60 см. Мутация 'Striptease'[47]. Листья средних размеров, золотисто-жёлтый центр окаймлён белыми полосками, края листа сине-зелёные[48].
- 'Komodo Dragon' M. Seaver. Очень большая хоста. Высота от 100 до 120 см. Цветки бледно-лавандовые. Может выращиваться, как на солнце, так и в тени. Сеянец от Hosta 'Donahue Piecrust'[49].

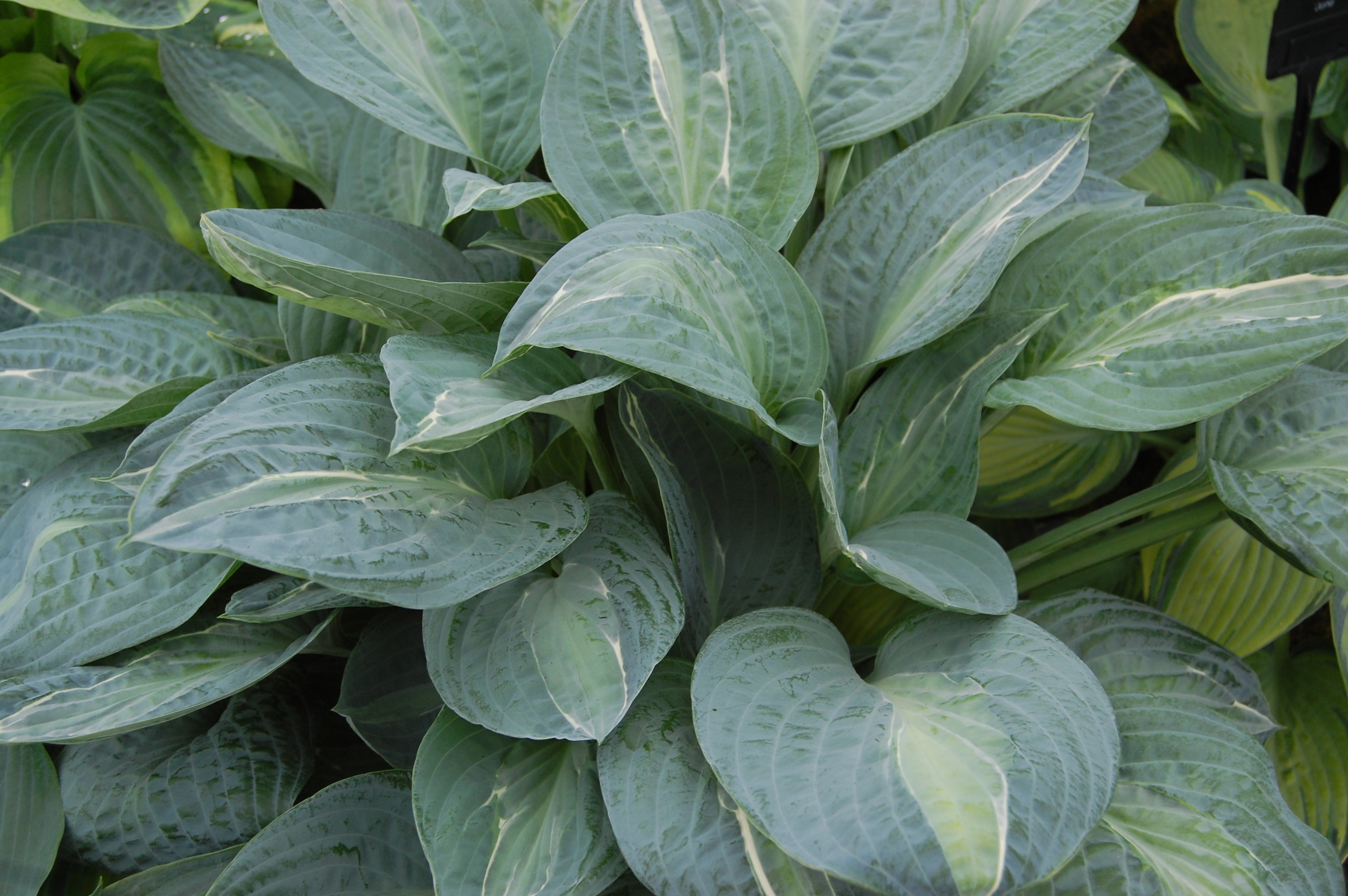
'Kiwi Full Monty'

## L

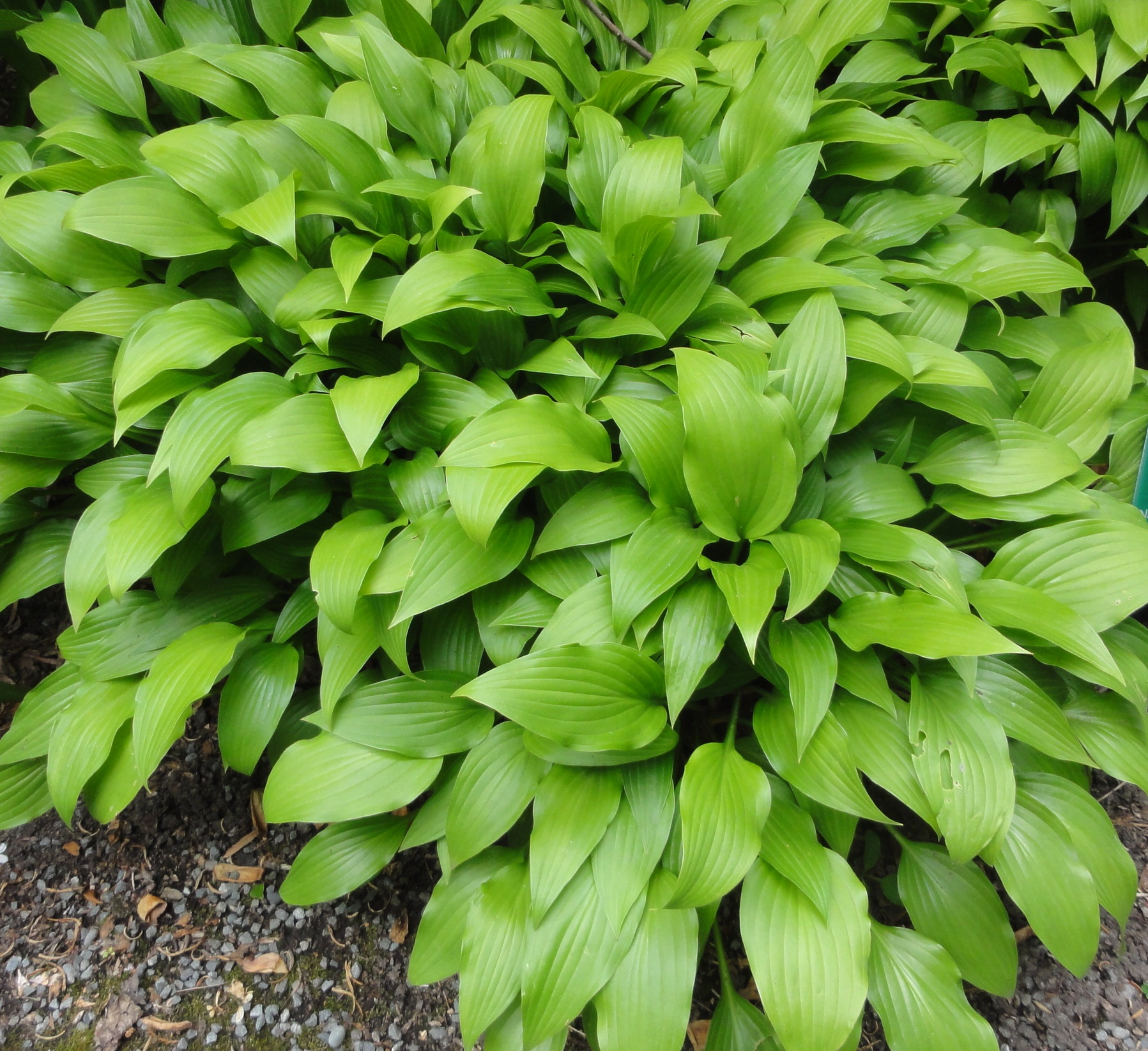
'Lancifolia'

## M
- 'Mamma Mia' H. & D. Benedict/AHS/K. Walek. Высота 40—50 см. Листья тёмно-зелёные с широким бело-жёлтым краем. Цветки лавандовые, ароматные[50].
- 'Mito-no-Hana' Tenjin Yama Bunen Nursery (syn. 'Mito no Hana'). Японский сорт. Листья зелёные с белыми (желтоватыми или кремовыми) продольными полосками по всем жилкам листа[51]. Зоны морозостойкости от 3a до 8b[52].
- montana 'Aureomarginata' Fumio Maekawa 1940/AHS 1987 (syn.: 'Kifukurin Oba'). Мутация Hosta montana. Высота 60—70 см, ширина 120—150. Листья зелёные, глянцевые с широким кремово-жёлтым краем. Цветки бледно-лавандового цвета. Начинает вегетировать относительно рано и может страдать от весенних заморозков[53].

## O
- 'Olive Bailey Langdon' Russ OHarra, 1999 (syn.  H. sieboldiana 'Olive Bailey Langdon', 'Frances Williams', 'Samurai'[54]). Высота 60—70 см. Листья широкие, голубовато-зелёные, с нерегулярным желтоватым краем. Цветки почти белые. Мутация Hosta sieboldiana. Считается улучшенным вариантом 'Frances Williams'[55].

## P

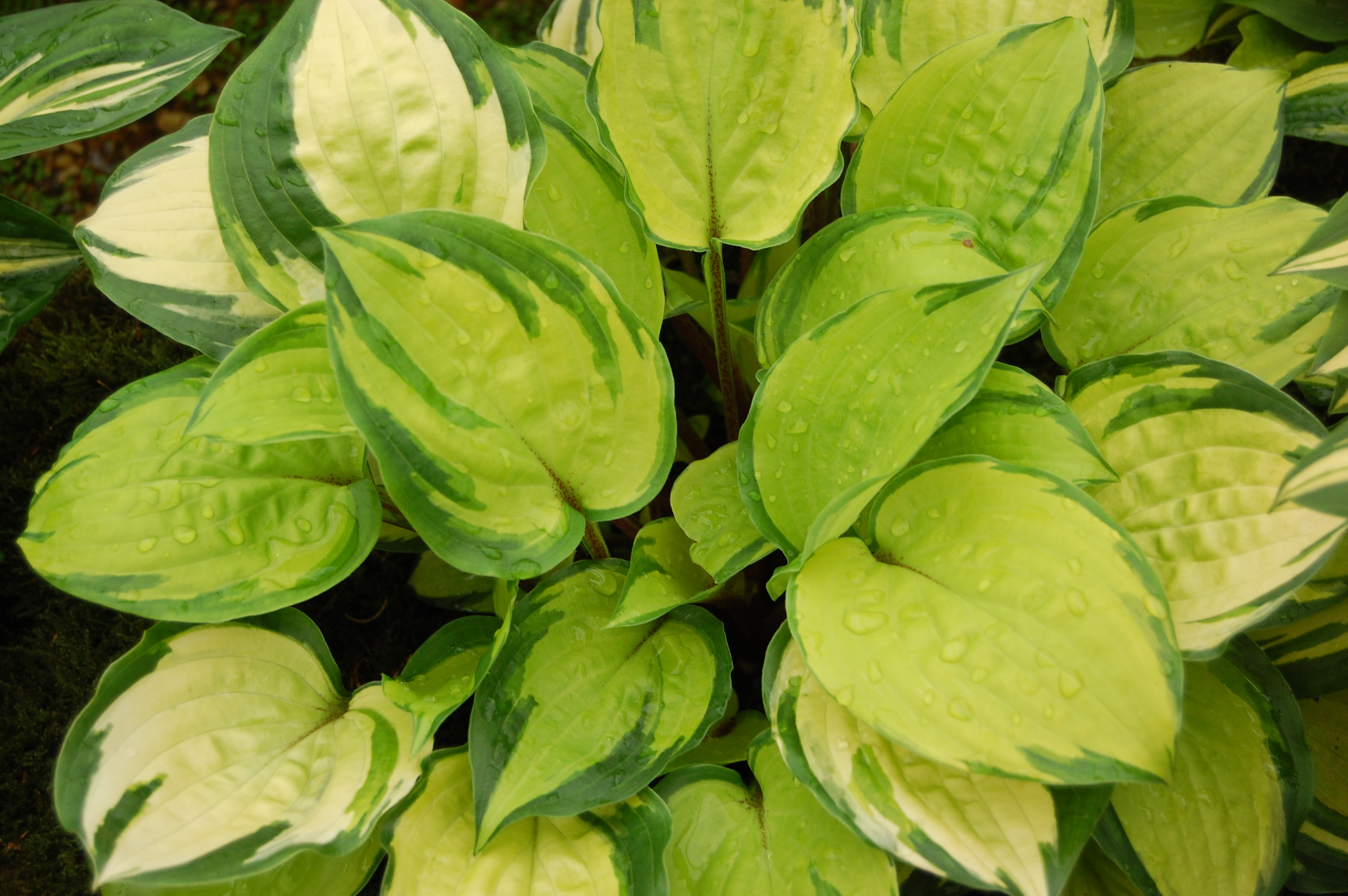
'Paradise Island'

## R

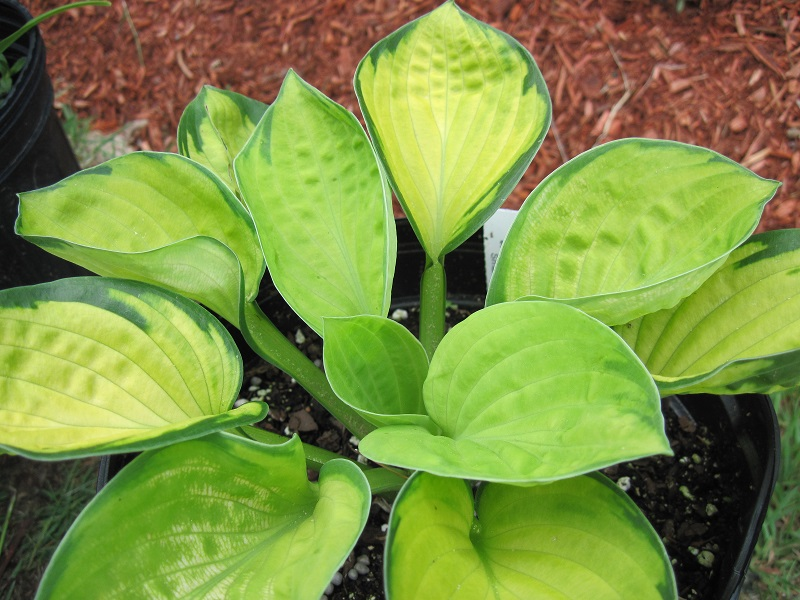
'Rainforest Sunrise'
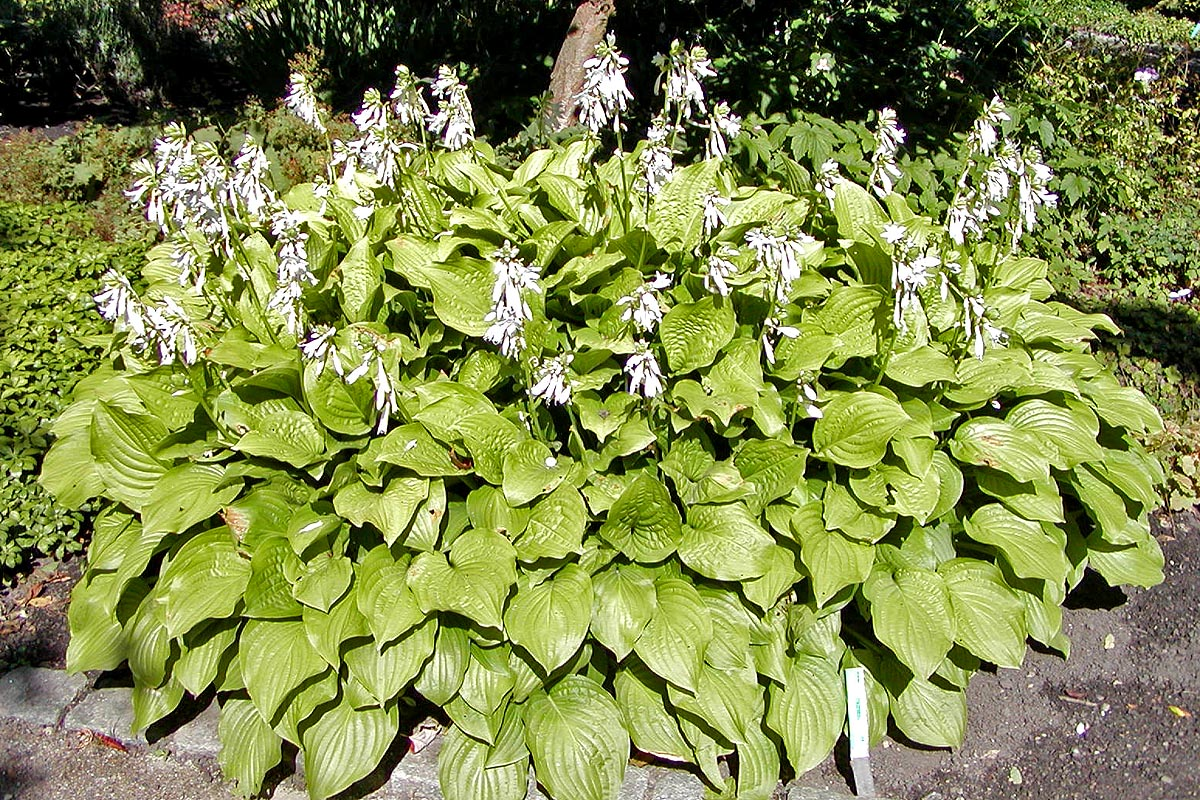
'Royal Standard'

## S
- 'Sagae' K. Watanabe, 1996 (syn. H. fluctuans 'Variegated', H. fluctuans 'Sagae', 'Magic Fire', 'Majesty', 'Clifford's Forest Fire'[56]). Высота 80—100 см. Листья серовато-зелёные, с нерегулярным желтоватым волнистым краем. Цветки лавандовые[57].
- 'Samurai' P. Aden. Большая хоста. Высота от 60 до 70 см. Спорт от  'Frances Williams'. Синие листья с жёлтым краем. Цветки почти белые. Местоположение - тень[58].

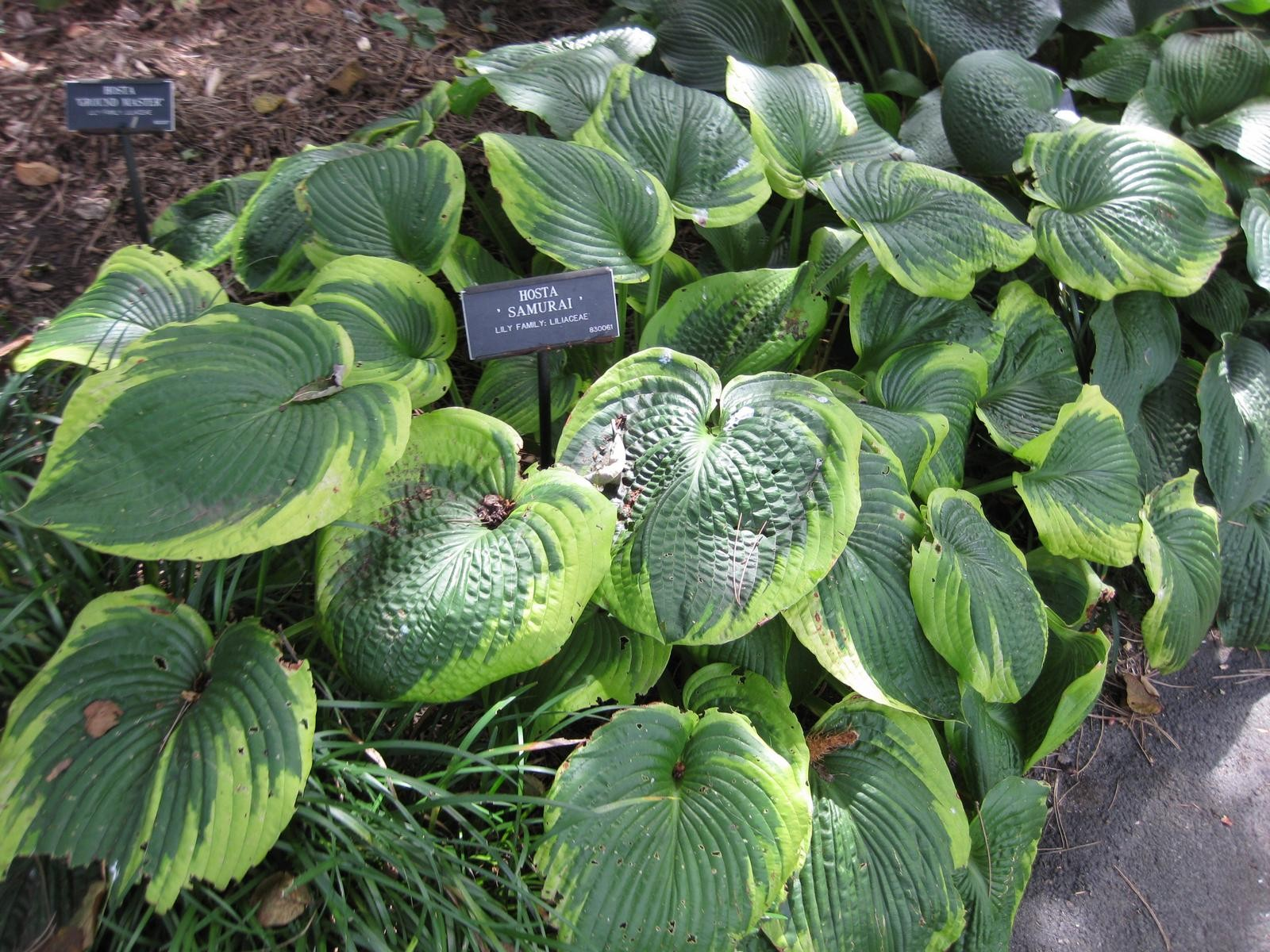
'Samurai'
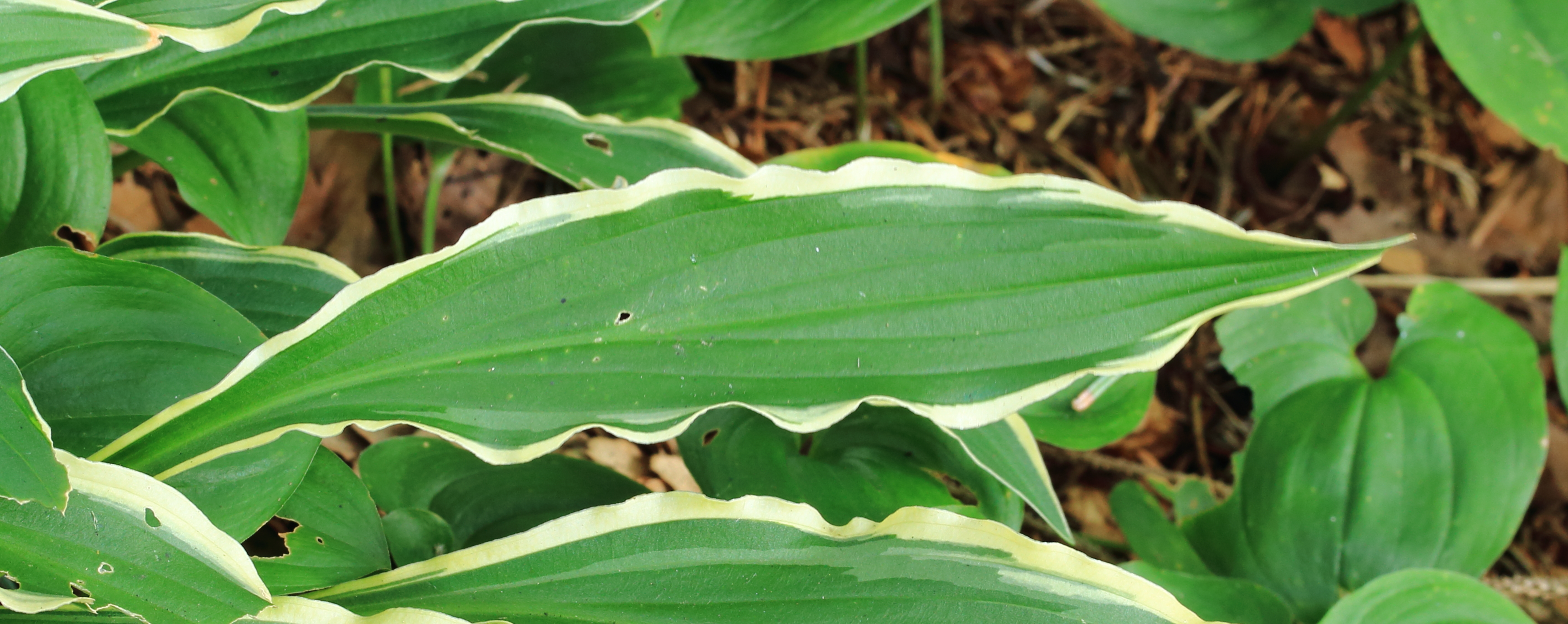
'Stiletto'
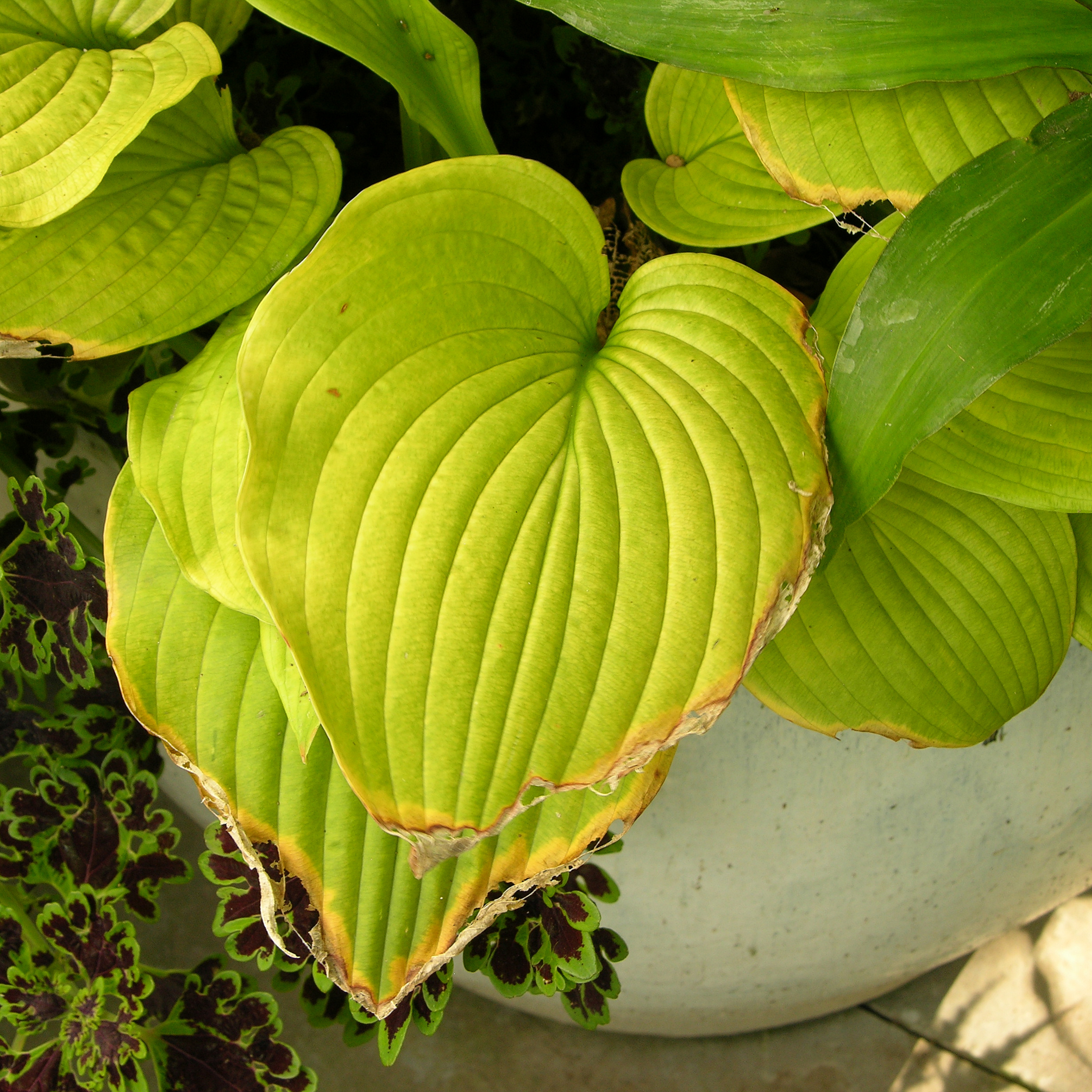
'Sum and Substance'

## T
- *  'Tokudama Flavocircinalis' F. Maekawa (syn. Hosta tokudama f. flavocircinalis). Размер средний, от 35 до 45 см. Листья сине-зелёные с ярко-золотой каймой. Выглядит, как уменьшенная версия 'Frances Williams'. Спот от 'Tokudama'[59].

## U

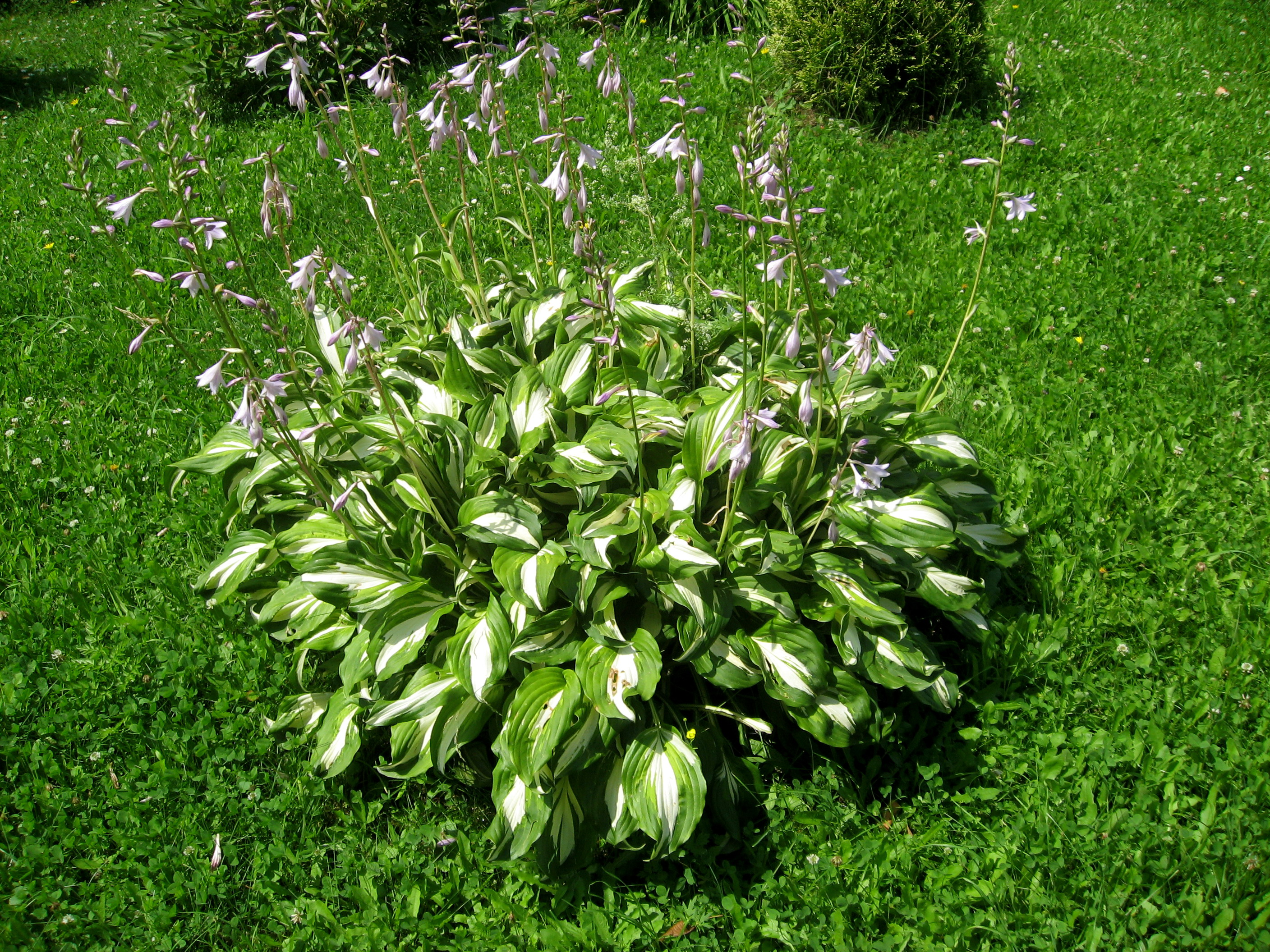
'Undulata'

## Y

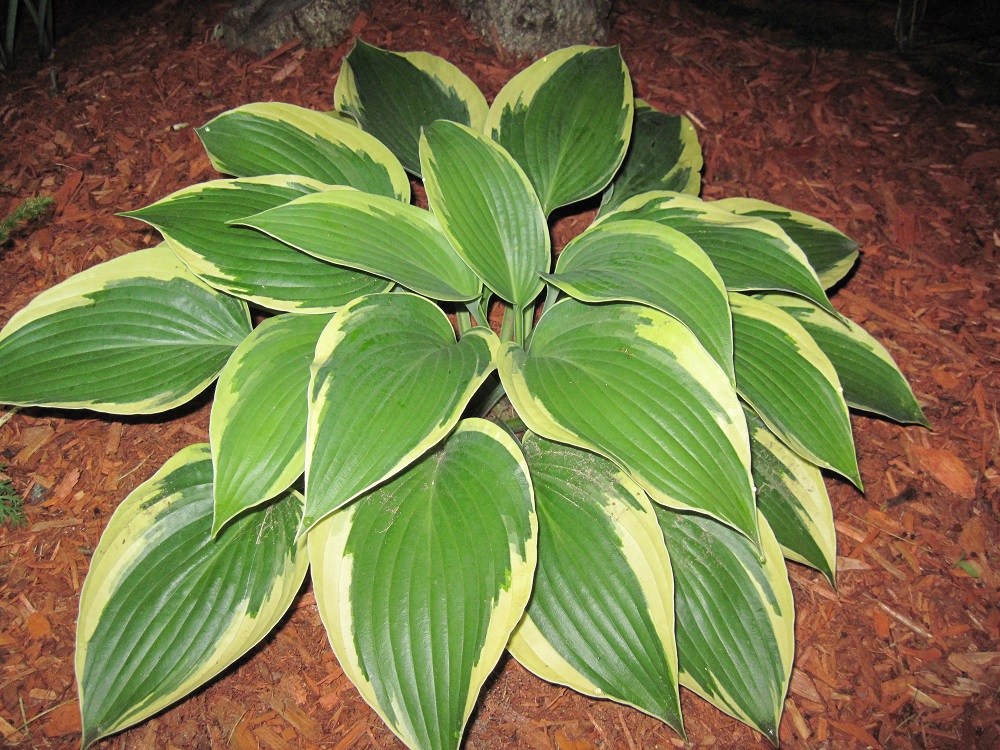
'Yin'